# Lista de asteroides (309001-310000)
Esta é uma lista parcial de asteroides, do asteroide número 309001 até o 310000, inclusive. Veja também o índice com todas as listas disponíveis.

| Objeto Próximos à Terra | Cinturão de asteroides (interno) | Cinturão de asteroides (externo) | Centauro       |
| Cruzador de Marte       | Cinturão de asteroides (meio)    | Troianos de Júpiter              | Transnetuniano |

Veja mais dados de cada asteroide na ligação externa para o Minor Planet Center na última coluna.
Índice: 309001... 309101... 309201... 309301... 309401... 309501... 309601... 309701... 309801... 309901... 

## 309001–309100
| Designação | Designação | Descoberta  | Descoberta       | Descobridor(es)     | Categoria | Mais informações / Referência |
| Permanente | Provisória | Data        | Local            | Descobridor(es)     | Categoria | Mais informações / Referência |
| ---------- | ---------- | ----------- | ---------------- | ------------------- | --------- | ----------------------------- |
| 309001     | 2006 UG49  | 17 out 2006 | Kitt Peak        | Spacewatch          | —         | MPC                           |
| 309002     | 2006 UG50  | 17 out 2006 | Kitt Peak        | Spacewatch          | Eos       | MPC                           |
| 309003     | 2006 UL51  | 17 out 2006 | Mount Lemmon     | Mount Lemmon Survey | —         | MPC                           |
| 309004     | 2006 UR57  | 18 out 2006 | Kitt Peak        | Spacewatch          | —         | MPC                           |
| 309005     | 2006 UW73  | 17 out 2006 | Kitt Peak        | Spacewatch          | —         | MPC                           |
| 309006     | 2006 UC77  | 17 out 2006 | Kitt Peak        | Spacewatch          | —         | MPC                           |
| 309007     | 2006 UL77  | 17 out 2006 | Kitt Peak        | Spacewatch          | —         | MPC                           |
| 309008     | 2006 UM78  | 17 out 2006 | Kitt Peak        | Spacewatch          | Brangane  | MPC                           |
| 309009     | 2006 UZ80  | 17 out 2006 | Mount Lemmon     | Mount Lemmon Survey | —         | MPC                           |
| 309010     | 2006 UB82  | 17 out 2006 | Kitt Peak        | Spacewatch          | —         | MPC                           |
| 309011     | 2006 UE83  | 17 out 2006 | Mount Lemmon     | Mount Lemmon Survey | —         | MPC                           |
| 309012     | 2006 UG83  | 17 out 2006 | Mount Lemmon     | Mount Lemmon Survey | —         | MPC                           |
| 309013     | 2006 UM90  | 17 out 2006 | Kitt Peak        | Spacewatch          | —         | MPC                           |
| 309014     | 2006 UQ90  | 17 out 2006 | Kitt Peak        | Spacewatch          | —         | MPC                           |
| 309015     | 2006 UZ97  | 18 out 2006 | Kitt Peak        | Spacewatch          | —         | MPC                           |
| 309016     | 2006 UH103 | 18 out 2006 | Kitt Peak        | Spacewatch          | —         | MPC                           |
| 309017     | 2006 UC111 | 19 out 2006 | Kitt Peak        | Spacewatch          | —         | MPC                           |
| 309018     | 2006 US112 | 19 out 2006 | Kitt Peak        | Spacewatch          | —         | MPC                           |
| 309019     | 2006 UO113 | 19 out 2006 | Kitt Peak        | Spacewatch          | —         | MPC                           |
| 309020     | 2006 UY116 | 19 out 2006 | Kitt Peak        | Spacewatch          | Themis    | MPC                           |
| 309021     | 2006 UU119 | 19 out 2006 | Kitt Peak        | Spacewatch          | —         | MPC                           |
| 309022     | 2006 UM124 | 19 out 2006 | Mount Lemmon     | Mount Lemmon Survey | —         | MPC                           |
| 309023     | 2006 UH130 | 19 out 2006 | Kitt Peak        | Spacewatch          | —         | MPC                           |
| 309024     | 2006 UO130 | 19 out 2006 | Kitt Peak        | Spacewatch          | —         | MPC                           |
| 309025     | 2006 UQ133 | 25 set 2006 | Mount Lemmon     | Mount Lemmon Survey | —         | MPC                           |
| 309026     | 2006 UA134 | 19 out 2006 | Kitt Peak        | Spacewatch          | Maria     | MPC                           |
| 309027     | 2006 UD140 | 19 out 2006 | Kitt Peak        | Spacewatch          | Brangane  | MPC                           |
| 309028     | 2006 UR146 | 20 out 2006 | Mount Lemmon     | Mount Lemmon Survey | —         | MPC                           |
| 309029     | 2006 UP154 | 21 out 2006 | Mount Lemmon     | Mount Lemmon Survey | —         | MPC                           |
| 309030     | 2006 UZ155 | 21 out 2006 | Mount Lemmon     | Mount Lemmon Survey | —         | MPC                           |
| 309031     | 2006 UH160 | 21 out 2006 | Mount Lemmon     | Mount Lemmon Survey | —         | MPC                           |
| 309032     | 2006 UT172 | 22 out 2006 | Kitt Peak        | Spacewatch          | —         | MPC                           |
| 309033     | 2006 UF176 | 16 out 2006 | Catalina         | CSS                 | —         | MPC                           |
| 309034     | 2006 UJ177 | 16 out 2006 | Catalina         | CSS                 | —         | MPC                           |
| 309035     | 2006 UV187 | 19 out 2006 | Catalina         | CSS                 | —         | MPC                           |
| 309036     | 2006 UH189 | 19 out 2006 | Catalina         | CSS                 | —         | MPC                           |
| 309037     | 2006 UR197 | 20 out 2006 | Kitt Peak        | Spacewatch          | —         | MPC                           |
| 309038     | 2006 UL198 | 20 out 2006 | Kitt Peak        | Spacewatch          | —         | MPC                           |
| 309039     | 2006 UL216 | 29 out 2006 | Kitami           | K. Endate           | —         | MPC                           |
| 309040     | 2006 UK218 | 30 out 2006 | Nyukasa          | Mount Nyukasa Stn.  | —         | MPC                           |
| 309041     | 2006 UR221 | 17 out 2006 | Kitt Peak        | Spacewatch          | —         | MPC                           |
| 309042     | 2006 UR234 | 22 out 2006 | Mount Lemmon     | Mount Lemmon Survey | —         | MPC                           |
| 309043     | 2006 UW241 | 27 out 2006 | Kitt Peak        | Spacewatch          | —         | MPC                           |
| 309044     | 2006 UB246 | 27 out 2006 | Mount Lemmon     | Mount Lemmon Survey | Themis    | MPC                           |
| 309045     | 2006 UH247 | 27 out 2006 | Mount Lemmon     | Mount Lemmon Survey | —         | MPC                           |
| 309046     | 2006 UY253 | 27 out 2006 | Mount Lemmon     | Mount Lemmon Survey | —         | MPC                           |
| 309047     | 2006 UB254 | 27 out 2006 | Mount Lemmon     | Mount Lemmon Survey | —         | MPC                           |
| 309048     | 2006 UG256 | 27 out 2006 | Mount Lemmon     | Mount Lemmon Survey | —         | MPC                           |
| 309049     | 2006 UV256 | 28 out 2006 | Kitt Peak        | Spacewatch          | —         | MPC                           |
| 309050     | 2006 UB257 | 28 out 2006 | Kitt Peak        | Spacewatch          | Eos       | MPC                           |
| 309051     | 2006 UW259 | 28 out 2006 | Mount Lemmon     | Mount Lemmon Survey | —         | MPC                           |
| 309052     | 2006 UU267 | 27 out 2006 | Catalina         | CSS                 | —         | MPC                           |
| 309053     | 2006 UM272 | 27 out 2006 | Mount Lemmon     | Mount Lemmon Survey | —         | MPC                           |
| 309054     | 2006 UY273 | 27 out 2006 | Kitt Peak        | Spacewatch          | —         | MPC                           |
| 309055     | 2006 UX274 | 28 out 2006 | Kitt Peak        | Spacewatch          | —         | MPC                           |
| 309056     | 2006 US282 | 28 out 2006 | Kitt Peak        | Spacewatch          | —         | MPC                           |
| 309057     | 2006 UC284 | 28 out 2006 | Kitt Peak        | Spacewatch          | —         | MPC                           |
| 309058     | 2006 UM284 | 28 out 2006 | Kitt Peak        | Spacewatch          | —         | MPC                           |
| 309059     | 2006 UO284 | 28 out 2006 | Mount Lemmon     | Mount Lemmon Survey | —         | MPC                           |
| 309060     | 2006 UM286 | 28 out 2006 | Kitt Peak        | Spacewatch          | —         | MPC                           |
| 309061     | 2006 UH320 | 19 out 2006 | Kitt Peak        | M. W. Buie          | —         | MPC                           |
| 309062     | 2006 UR324 | 19 out 2006 | Mount Lemmon     | Mount Lemmon Survey | —         | MPC                           |
| 309063     | 2006 UU331 | 21 out 2006 | Apache Point     | A. C. Becker        | —         | MPC                           |
| 309064     | 2006 US335 | 19 out 2006 | Catalina         | CSS                 | —         | MPC                           |
| 309065     | 2006 UZ338 | 31 out 2006 | Mount Lemmon     | Mount Lemmon Survey | Brangane  | MPC                           |
| 309066     | 2006 UZ358 | 20 out 2006 | Kitt Peak        | Spacewatch          | —         | MPC                           |
| 309067     | 2006 UB359 | 20 out 2006 | Kitt Peak        | Spacewatch          | —         | MPC                           |
| 309068     | 2006 US360 | 19 out 2006 | Catalina         | CSS                 | —         | MPC                           |
| 309069     | 2006 VX5   | 10 nov 2006 | Kitt Peak        | Spacewatch          | —         | MPC                           |
| 309070     | 2006 VW6   | 10 nov 2006 | Kitt Peak        | Spacewatch          | —         | MPC                           |
| 309071     | 2006 VM7   | 10 nov 2006 | Kitt Peak        | Spacewatch          | —         | MPC                           |
| 309072     | 2006 VT10  | 11 nov 2006 | Catalina         | CSS                 | —         | MPC                           |
| 309073     | 2006 VP22  | 10 nov 2006 | Kitt Peak        | Spacewatch          | —         | MPC                           |
| 309074     | 2006 VH23  | 10 nov 2006 | Kitt Peak        | Spacewatch          | —         | MPC                           |
| 309075     | 2006 VC24  | 10 nov 2006 | Kitt Peak        | Spacewatch          | —         | MPC                           |
| 309076     | 2006 VA34  | 11 nov 2006 | Catalina         | CSS                 | —         | MPC                           |
| 309077     | 2006 VB42  | 12 nov 2006 | Mount Lemmon     | Mount Lemmon Survey | —         | MPC                           |
| 309078     | 2006 VC46  | 9 nov 2006  | Kitt Peak        | Spacewatch          | —         | MPC                           |
| 309079     | 2006 VB52  | 11 nov 2006 | Kitt Peak        | Spacewatch          | —         | MPC                           |
| 309080     | 2006 VD56  | 11 nov 2006 | Kitt Peak        | Spacewatch          | —         | MPC                           |
| 309081     | 2006 VE57  | 11 nov 2006 | Kitt Peak        | Spacewatch          | —         | MPC                           |
| 309082     | 2006 VL65  | 11 nov 2006 | Kitt Peak        | Spacewatch          | —         | MPC                           |
| 309083     | 2006 VR65  | 11 nov 2006 | Kitt Peak        | Spacewatch          | —         | MPC                           |
| 309084     | 2006 VD72  | 11 nov 2006 | Mount Lemmon     | Mount Lemmon Survey | —         | MPC                           |
| 309085     | 2006 VU72  | 11 nov 2006 | Mount Lemmon     | Mount Lemmon Survey | —         | MPC                           |
| 309086     | 2006 VF74  | 11 nov 2006 | Kitt Peak        | Spacewatch          | —         | MPC                           |
| 309087     | 2006 VR75  | 11 nov 2006 | Kitt Peak        | Spacewatch          | —         | MPC                           |
| 309088     | 2006 VB84  | 13 nov 2006 | Mount Lemmon     | Mount Lemmon Survey | —         | MPC                           |
| 309089     | 2006 VQ92  | 15 nov 2006 | Catalina         | CSS                 | —         | MPC                           |
| 309090     | 2006 VW95  | 14 nov 2006 | Socorro          | LINEAR              | Juno      | MPC                           |
| 309091     | 2006 VC106 | 13 nov 2006 | Mount Lemmon     | Mount Lemmon Survey | Themis    | MPC                           |
| 309092     | 2006 VY122 | 14 nov 2006 | Socorro          | LINEAR              | —         | MPC                           |
| 309093     | 2006 VA124 | 14 nov 2006 | Kitt Peak        | Spacewatch          | —         | MPC                           |
| 309094     | 2006 VW138 | 15 nov 2006 | Kitt Peak        | Spacewatch          | —         | MPC                           |
| 309095     | 2006 VL139 | 15 nov 2006 | Kitt Peak        | Spacewatch          | —         | MPC                           |
| 309096     | 2006 VT169 | 10 nov 2006 | Kitt Peak        | Spacewatch          | —         | MPC                           |
| 309097     | 2006 VE170 | 11 nov 2006 | Mount Lemmon     | Mount Lemmon Survey | —         | MPC                           |
| 309098     | 2006 VB172 | 1 nov 2006  | Mount Lemmon     | Mount Lemmon Survey | —         | MPC                           |
| 309099     | 2006 WC    | 16 nov 2006 | 7300 Observatory | W. K. Y. Yeung      | —         | MPC                           |
| 309100     | 2006 WS11  | 16 nov 2006 | Socorro          | LINEAR              | Brangane  | MPC                           |

## 309101–309200
| Designação | Designação | Descoberta  | Descoberta        | Descobridor(es)     | Categoria | Mais informações / Referência |
| Permanente | Provisória | Data        | Local             | Descobridor(es)     | Categoria | Mais informações / Referência |
| ---------- | ---------- | ----------- | ----------------- | ------------------- | --------- | ----------------------------- |
| 309101     | 2006 WW42  | 16 nov 2006 | Kitt Peak         | Spacewatch          | —         | MPC                           |
| 309102     | 2006 WP56  | 16 nov 2006 | Kitt Peak         | Spacewatch          | —         | MPC                           |
| 309103     | 2006 WR63  | 17 nov 2006 | Mount Lemmon      | Mount Lemmon Survey | Brangane  | MPC                           |
| 309104     | 2006 WF71  | 18 nov 2006 | Kitt Peak         | Spacewatch          | —         | MPC                           |
| 309105     | 2006 WK73  | 18 nov 2006 | Kitt Peak         | Spacewatch          | —         | MPC                           |
| 309106     | 2006 WZ83  | 18 nov 2006 | Mount Lemmon      | Mount Lemmon Survey | —         | MPC                           |
| 309107     | 2006 WR85  | 18 nov 2006 | Kitt Peak         | Spacewatch          | —         | MPC                           |
| 309108     | 2006 WZ88  | 18 nov 2006 | Kitt Peak         | Spacewatch          | Brangane  | MPC                           |
| 309109     | 2006 WM93  | 19 nov 2006 | Kitt Peak         | Spacewatch          | —         | MPC                           |
| 309110     | 2006 WW104 | 19 nov 2006 | Kitt Peak         | Spacewatch          | —         | MPC                           |
| 309111     | 2006 WR113 | 20 nov 2006 | Kitt Peak         | Spacewatch          | —         | MPC                           |
| 309112     | 2006 WW118 | 21 nov 2006 | Catalina          | CSS                 | —         | MPC                           |
| 309113     | 2006 WP120 | 21 nov 2006 | Socorro           | LINEAR              | —         | MPC                           |
| 309114     | 2006 WZ122 | 21 nov 2006 | Mount Lemmon      | Mount Lemmon Survey | —         | MPC                           |
| 309115     | 2006 WX127 | 24 nov 2006 | Nyukasa           | Mount Nyukasa Stn.  | —         | MPC                           |
| 309116     | 2006 WT128 | 19 nov 2006 | Kitt Peak         | Spacewatch          | —         | MPC                           |
| 309117     | 2006 WT138 | 19 nov 2006 | Catalina          | CSS                 | —         | MPC                           |
| 309118     | 2006 WQ149 | 20 nov 2006 | Kitt Peak         | Spacewatch          | —         | MPC                           |
| 309119     | 2006 WN153 | 21 nov 2006 | Mount Lemmon      | Mount Lemmon Survey | —         | MPC                           |
| 309120     | 2006 WL174 | 23 nov 2006 | Kitt Peak         | Spacewatch          | —         | MPC                           |
| 309121     | 2006 WW177 | 26 mar 2003 | Kitt Peak         | Spacewatch          | —         | MPC                           |
| 309122     | 2006 WQ178 | 24 nov 2006 | Mount Lemmon      | Mount Lemmon Survey | —         | MPC                           |
| 309123     | 2006 WH187 | 23 nov 2006 | Mount Lemmon      | Mount Lemmon Survey | —         | MPC                           |
| 309124     | 2006 WM203 | 16 nov 2006 | Kitt Peak         | Spacewatch          | Brangane  | MPC                           |
| 309125     | 2006 WY203 | 27 nov 2006 | Mount Lemmon      | Mount Lemmon Survey | —         | MPC                           |
| 309126     | 2006 XF7   | 9 dez 2006  | Kitt Peak         | Spacewatch          | —         | MPC                           |
| 309127     | 2006 XR9   | 9 dez 2006  | Kitt Peak         | Spacewatch          | —         | MPC                           |
| 309128     | 2006 XY18  | 11 dez 2006 | Kitt Peak         | Spacewatch          | —         | MPC                           |
| 309129     | 2006 XM24  | 12 dez 2006 | Kitt Peak         | Spacewatch          | —         | MPC                           |
| 309130     | 2006 XU25  | 12 dez 2006 | Catalina          | CSS                 | —         | MPC                           |
| 309131     | 2006 XG28  | 13 dez 2006 | Catalina          | CSS                 | Ursula    | MPC                           |
| 309132     | 2006 XP31  | 12 dez 2006 | Kitt Peak         | Spacewatch          | —         | MPC                           |
| 309133     | 2006 XU34  | 11 dez 2006 | Kitt Peak         | Spacewatch          | —         | MPC                           |
| 309134     | 2006 XB35  | 11 dez 2006 | Socorro           | LINEAR              | —         | MPC                           |
| 309135     | 2006 XT37  | 11 dez 2006 | Kitt Peak         | Spacewatch          | —         | MPC                           |
| 309136     | 2006 XQ38  | 11 dez 2006 | Kitt Peak         | Spacewatch          | —         | MPC                           |
| 309137     | 2006 XJ42  | 12 dez 2006 | Socorro           | LINEAR              | —         | MPC                           |
| 309138     | 2006 XY42  | 12 dez 2006 | Mount Lemmon      | Mount Lemmon Survey | —         | MPC                           |
| 309139     | 2006 XQ51  | 14 dez 2006 | Mount Lemmon      | Mount Lemmon Survey | —         | MPC                           |
| 309140     | 2006 XY54  | 15 dez 2006 | Socorro           | LINEAR              | —         | MPC                           |
| 309141     | 2006 XE59  | 14 dez 2006 | Kitt Peak         | Spacewatch          | —         | MPC                           |
| 309142     | 2006 XF60  | 14 dez 2006 | Kitt Peak         | Spacewatch          | —         | MPC                           |
| 309143     | 2006 XP66  | 13 dez 2006 | Mount Lemmon      | Mount Lemmon Survey | —         | MPC                           |
| 309144     | 2006 YH4   | 16 dez 2006 | Mount Lemmon      | Mount Lemmon Survey | —         | MPC                           |
| 309145     | 2006 YR6   | 19 dez 2006 | Eskridge          | Farpoint Obs.       | —         | MPC                           |
| 309146     | 2006 YQ7   | 20 dez 2006 | Palomar           | NEAT                | —         | MPC                           |
| 309147     | 2006 YD13  | 23 dez 2006 | Eskridge          | Farpoint Obs.       | Brangane  | MPC                           |
| 309148     | 2006 YY16  | 21 dez 2006 | Mount Lemmon      | Mount Lemmon Survey | —         | MPC                           |
| 309149     | 2006 YR27  | 21 dez 2006 | Kitt Peak         | Spacewatch          | —         | MPC                           |
| 309150     | 2006 YM37  | 21 dez 2006 | Kitt Peak         | Spacewatch          | —         | MPC                           |
| 309151     | 2006 YB38  | 21 dez 2006 | Kitt Peak         | Spacewatch          | —         | MPC                           |
| 309152     | 2006 YW51  | 26 dez 2006 | Kitt Peak         | Spacewatch          | —         | MPC                           |
| 309153     | 2006 YW55  | 26 dez 2006 | Catalina          | CSS                 | —         | MPC                           |
| 309154     | 2007 AF4   | 8 jan 2007  | Mount Lemmon      | Mount Lemmon Survey | —         | MPC                           |
| 309155     | 2007 AR4   | 8 jan 2007  | Mount Lemmon      | Mount Lemmon Survey | —         | MPC                           |
| 309156     | 2007 AS4   | 8 jan 2007  | Mount Lemmon      | Mount Lemmon Survey | —         | MPC                           |
| 309157     | 2007 AW7   | 9 jan 2007  | Catalina          | CSS                 | —         | MPC                           |
| 309158     | 2007 AV9   | 8 jan 2007  | Kitt Peak         | Spacewatch          | —         | MPC                           |
| 309159     | 2007 AD17  | 15 jan 2007 | Catalina          | CSS                 | —         | MPC                           |
| 309160     | 2007 AQ18  | 10 jan 2007 | Catalina          | CSS                 | —         | MPC                           |
| 309161     | 2007 AW20  | 10 jan 2007 | Mount Lemmon      | Mount Lemmon Survey | Ursula    | MPC                           |
| 309162     | 2007 AZ27  | 10 jan 2007 | Mount Lemmon      | Mount Lemmon Survey | —         | MPC                           |
| 309163     | 2007 AQ29  | 9 jan 2007  | Kitt Peak         | Spacewatch          | —         | MPC                           |
| 309164     | 2007 BX4   | 17 jan 2007 | Palomar           | NEAT                | —         | MPC                           |
| 309165     | 2007 BO7   | 17 jan 2007 | Catalina          | CSS                 | Juno      | MPC                           |
| 309166     | 2007 BA8   | 23 jan 2007 | Socorro           | LINEAR              | —         | MPC                           |
| 309167     | 2007 BD18  | 17 jan 2007 | Palomar           | NEAT                | —         | MPC                           |
| 309168     | 2007 BC21  | 22 jan 2007 | Lulin Observatory | H.-C. Lin, Q.-z. Ye | —         | MPC                           |
| 309169     | 2007 BL21  | 24 jan 2007 | Kitt Peak         | Spacewatch          | —         | MPC                           |
| 309170     | 2007 BT22  | 24 jan 2007 | Mount Lemmon      | Mount Lemmon Survey | Ursula    | MPC                           |
| 309171     | 2007 BZ31  | 24 jan 2007 | Mount Lemmon      | Mount Lemmon Survey | —         | MPC                           |
| 309172     | 2007 BN49  | 23 out 2005 | Catalina          | CSS                 | —         | MPC                           |
| 309173     | 2007 BQ60  | 26 jan 2007 | Kitt Peak         | Spacewatch          | —         | MPC                           |
| 309174     | 2007 BS64  | 27 jan 2007 | Kitt Peak         | Spacewatch          | Ursula    | MPC                           |
| 309175     | 2007 BK68  | 27 jan 2007 | Mount Lemmon      | Mount Lemmon Survey | —         | MPC                           |
| 309176     | 2007 BF75  | 28 jan 2007 | Mount Lemmon      | Mount Lemmon Survey | —         | MPC                           |
| 309177     | 2007 CM3   | 6 fev 2007  | Kitt Peak         | Spacewatch          | —         | MPC                           |
| 309178     | 2007 CV5   | 8 fev 2007  | Mayhill           | A. Lowe             | —         | MPC                           |
| 309179     | 2007 CZ6   | 6 fev 2007  | Kitt Peak         | Spacewatch          | —         | MPC                           |
| 309180     | 2007 CU9   | 6 fev 2007  | Palomar           | NEAT                | —         | MPC                           |
| 309181     | 2007 CF20  | 6 fev 2007  | Palomar           | NEAT                | —         | MPC                           |
| 309182     | 2007 CL20  | 6 fev 2007  | Palomar           | NEAT                | —         | MPC                           |
| 309183     | 2007 CE47  | 8 fev 2007  | Palomar           | NEAT                | —         | MPC                           |
| 309184     | 2007 CG52  | 9 fev 2007  | Catalina          | CSS                 | —         | MPC                           |
| 309185     | 2007 CH60  | 10 fev 2007 | Palomar           | NEAT                | —         | MPC                           |
| 309186     | 2007 CK62  | 13 fev 2007 | Socorro           | LINEAR              | —         | MPC                           |
| 309187     | 2007 DJ13  | 16 fev 2007 | Palomar           | NEAT                | Juno      | MPC                           |
| 309188     | 2007 DV60  | 23 fev 2007 | Siding Spring     | SSS                 | —         | MPC                           |
| 309189     | 2007 DR64  | 21 fev 2007 | Kitt Peak         | Spacewatch          | Ursula    | MPC                           |
| 309190     | 2007 DZ79  | 23 fev 2007 | Catalina          | CSS                 | —         | MPC                           |
| 309191     | 2007 EZ30  | 10 mar 2007 | Kitt Peak         | Spacewatch          | Brangane  | MPC                           |
| 309192     | 2007 EN47  | 9 mar 2007  | Mount Lemmon      | Mount Lemmon Survey | —         | MPC                           |
| 309193     | 2007 ET66  | 10 mar 2007 | Kitt Peak         | Spacewatch          | —         | MPC                           |
| 309194     | 2007 EF74  | 10 mar 2007 | Kitt Peak         | Spacewatch          | —         | MPC                           |
| 309195     | 2007 ED94  | 10 mar 2007 | Mount Lemmon      | Mount Lemmon Survey | Phocaea   | MPC                           |
| 309196     | 2007 EY129 | 9 mar 2007  | Mount Lemmon      | Mount Lemmon Survey | —         | MPC                           |
| 309197     | 2007 ED151 | 12 mar 2007 | Mount Lemmon      | Mount Lemmon Survey | —         | MPC                           |
| 309198     | 2007 ES196 | 15 mar 2007 | Kitt Peak         | Spacewatch          | —         | MPC                           |
| 309199     | 2007 EZ199 | 10 mar 2007 | Purple Mountain   | PMO NEO             | —         | MPC                           |
| 309200     | 2007 EY211 | 8 mar 2007  | Palomar           | NEAT                | —         | MPC                           |

## 309201–309300
| Designação     | Designação | Descoberta  | Descoberta        | Descobridor(es)        | Categoria | Mais informações / Referência |
| Permanente     | Provisória | Data        | Local             | Descobridor(es)        | Categoria | Mais informações / Referência |
| -------------- | ---------- | ----------- | ----------------- | ---------------------- | --------- | ----------------------------- |
| 309201         | 2007 EU215 | 12 mar 2007 | Catalina          | CSS                    | Brangane  | MPC                           |
| 309202         | 2007 FB2   | 16 mar 2007 | Catalina          | CSS                    | —         | MPC                           |
| 309203         | 2007 GG    | 7 abr 2007  | Mauna Kea         | D. J. Tholen           | —         | MPC                           |
| 309204         | 2007 GF25  | 12 abr 2007 | Črni Vrh          | Črni Vrh               | —         | MPC                           |
| 309205         | 2007 GV27  | 11 abr 2007 | Catalina          | CSS                    | —         | MPC                           |
| 309206         | 2007 GE32  | 14 abr 2007 | Moletai           | Molėtai Obs.           | —         | MPC                           |
| 309207         | 2007 GP71  | 15 abr 2007 | Catalina          | CSS                    | Juno      | MPC                           |
| 309208         | 2007 HZ14  | 22 abr 2007 | Ottmarsheim       | C. Rinner              | —         | MPC                           |
| 309209         | 2007 HN15  | 19 abr 2007 | Pla D'Arguines    | R. Ferrando            | —         | MPC                           |
| 309210         | 2007 HS28  | 19 abr 2007 | Mount Lemmon      | Mount Lemmon Survey    | —         | MPC                           |
| 309211         | 2007 HJ81  | 25 abr 2007 | Mount Lemmon      | Mount Lemmon Survey    | —         | MPC                           |
| 309212         | 2007 JS9   | 10 mai 2007 | Mayhill           | A. Lowe                | —         | MPC                           |
| 309213         | 2007 JQ22  | 11 mai 2007 | Catalina          | CSS                    | —         | MPC                           |
| 309214         | 2007 LL    | 8 jun 2007  | Catalina          | CSS                    | —         | MPC                           |
| 309215         | 2007 LN18  | 14 jun 2007 | Catalina          | CSS                    | —         | MPC                           |
| 309216         | 2007 MG24  | 21 jun 2007 | Mount Lemmon      | Mount Lemmon Survey    | —         | MPC                           |
| 309217         | 2007 NF6   | 10 jul 2007 | Siding Spring     | SSS                    | —         | MPC                           |
| 309218         | 2007 OE7   | 24 jul 2007 | Reedy Creek       | J. Broughton           | —         | MPC                           |
| 309219         | 2007 PV10  | 11 ago 2007 | Socorro           | LINEAR                 | —         | MPC                           |
| 309220         | 2007 PV12  | 8 ago 2007  | Socorro           | LINEAR                 | —         | MPC                           |
| 309221         | 2007 PO20  | 9 ago 2007  | Socorro           | LINEAR                 | —         | MPC                           |
| 309222         | 2007 PU21  | 9 ago 2007  | Socorro           | LINEAR                 | —         | MPC                           |
| 309223         | 2007 PX21  | 9 ago 2007  | Socorro           | LINEAR                 | —         | MPC                           |
| 309224         | 2007 PD33  | 9 ago 2007  | Socorro           | LINEAR                 | —         | MPC                           |
| 309225         | 2007 PC40  | 10 ago 2007 | Kitt Peak         | Spacewatch             | —         | MPC                           |
| 309226         | 2007 PF44  | 14 ago 2007 | Siding Spring     | SSS                    | —         | MPC                           |
| 309227 Tsukiko | 2007 QC    | 16 ago 2007 | San Marcello      | M. Mazzucato, F. Dolfi | —         | MPC                           |
| 309228         | 2007 QM1   | 16 ago 2007 | Črni Vrh          | Črni Vrh               | —         | MPC                           |
| 309229         | 2007 QO2   | 18 ago 2007 | Gaisberg          | R. Gierlinger          | —         | MPC                           |
| 309230         | 2007 QY6   | 21 ago 2007 | Anderson Mesa     | LONEOS                 | Mitidika  | MPC                           |
| 309231         | 2007 QT9   | 22 ago 2007 | Socorro           | LINEAR                 | —         | MPC                           |
| 309232         | 2007 QV9   | 22 ago 2007 | Socorro           | LINEAR                 | —         | MPC                           |
| 309233         | 2007 QE11  | 23 ago 2007 | Kitt Peak         | Spacewatch             | —         | MPC                           |
| 309234         | 2007 QB16  | 23 ago 2007 | Kitt Peak         | Spacewatch             | Mitidika  | MPC                           |
| 309235         | 2007 QB18  | 24 ago 2007 | Kitt Peak         | Spacewatch             | —         | MPC                           |
| 309236         | 2007 RW    | 3 set 2007  | Eskridge          | G. Hug                 | —         | MPC                           |
| 309237         | 2007 RB2   | 4 set 2007  | Junk Bond         | D. Healy               | —         | MPC                           |
| 309238         | 2007 RV10  | 11 set 2007 | Great Shefford    | P. Birtwhistle         | —         | MPC                           |
| 309239         | 2007 RW10  | 9 set 2007  | Palomar           | Palomar Obs.           | —         | MPC                           |
| 309240         | 2007 RR11  | 10 set 2007 | Dauban            | Chante-Perdrix Obs.    | —         | MPC                           |
| 309241         | 2007 RC17  | 13 set 2007 | Catalina          | CSS                    | —         | MPC                           |
| 309242         | 2007 RN24  | 4 set 2007  | Antares           | ARO                    | —         | MPC                           |
| 309243         | 2007 RM28  | 4 set 2007  | Catalina          | CSS                    | —         | MPC                           |
| 309244         | 2007 RU28  | 4 set 2007  | Mount Lemmon      | Mount Lemmon Survey    | —         | MPC                           |
| 309245         | 2007 RJ29  | 4 set 2007  | Catalina          | CSS                    | —         | MPC                           |
| 309246         | 2007 RG32  | 5 set 2007  | Catalina          | CSS                    | —         | MPC                           |
| 309247         | 2007 RQ32  | 5 set 2007  | Catalina          | CSS                    | —         | MPC                           |
| 309248         | 2007 RL33  | 5 set 2007  | Catalina          | CSS                    | —         | MPC                           |
| 309249         | 2007 RP38  | 8 set 2007  | Anderson Mesa     | LONEOS                 | —         | MPC                           |
| 309250         | 2007 RZ38  | 8 set 2007  | Anderson Mesa     | LONEOS                 | —         | MPC                           |
| 309251         | 2007 RW39  | 9 set 2007  | Mount Lemmon      | Mount Lemmon Survey    | —         | MPC                           |
| 309252         | 2007 RT41  | 9 set 2007  | Anderson Mesa     | LONEOS                 | —         | MPC                           |
| 309253         | 2007 RC42  | 9 set 2007  | Kitt Peak         | Spacewatch             | —         | MPC                           |
| 309254         | 2007 RL44  | 9 set 2007  | Kitt Peak         | Spacewatch             | —         | MPC                           |
| 309255         | 2007 RD52  | 9 set 2007  | Kitt Peak         | Spacewatch             | —         | MPC                           |
| 309256         | 2007 RH53  | 9 set 2007  | Kitt Peak         | Spacewatch             | —         | MPC                           |
| 309257         | 2007 RC58  | 9 set 2007  | Anderson Mesa     | LONEOS                 | —         | MPC                           |
| 309258         | 2007 RX68  | 10 set 2007 | Kitt Peak         | Spacewatch             | —         | MPC                           |
| 309259         | 2007 RA69  | 10 set 2007 | Kitt Peak         | Spacewatch             | Mitidika  | MPC                           |
| 309260         | 2007 RE83  | 10 set 2007 | Mount Lemmon      | Mount Lemmon Survey    | —         | MPC                           |
| 309261         | 2007 RK93  | 10 set 2007 | Kitt Peak         | Spacewatch             | —         | MPC                           |
| 309262         | 2007 RZ93  | 10 set 2007 | Kitt Peak         | Spacewatch             | —         | MPC                           |
| 309263         | 2007 RZ94  | 10 set 2007 | Kitt Peak         | Spacewatch             | —         | MPC                           |
| 309264         | 2007 RA95  | 10 set 2007 | Kitt Peak         | Spacewatch             | —         | MPC                           |
| 309265         | 2007 RD98  | 10 set 2007 | Kitt Peak         | Spacewatch             | —         | MPC                           |
| 309266         | 2007 RT102 | 11 set 2007 | Kitt Peak         | Spacewatch             | Mitidika  | MPC                           |
| 309267         | 2007 RV102 | 11 set 2007 | Kitt Peak         | Spacewatch             | Chloris   | MPC                           |
| 309268         | 2007 RX102 | 11 set 2007 | Kitt Peak         | Spacewatch             | Mitidika  | MPC                           |
| 309269         | 2007 RM109 | 11 set 2007 | Kitt Peak         | Spacewatch             | —         | MPC                           |
| 309270         | 2007 RW113 | 11 set 2007 | Kitt Peak         | Spacewatch             | —         | MPC                           |
| 309271         | 2007 RN116 | 11 set 2007 | Kitt Peak         | Spacewatch             | —         | MPC                           |
| 309272         | 2007 RW119 | 11 set 2007 | Purple Mountain   | PMO NEO                | Mitidika  | MPC                           |
| 309273         | 2007 RD128 | 12 set 2007 | Mount Lemmon      | Mount Lemmon Survey    | —         | MPC                           |
| 309274         | 2007 RB133 | 15 set 2007 | Taunus            | E. Schwab, R. Kling    | —         | MPC                           |
| 309275         | 2007 RF134 | 12 set 2007 | Catalina          | CSS                    | —         | MPC                           |
| 309276         | 2007 RE136 | 14 set 2007 | Mount Lemmon      | Mount Lemmon Survey    | —         | MPC                           |
| 309277         | 2007 RX138 | 15 set 2007 | Lulin Observatory | LUSS                   | —         | MPC                           |
| 309278         | 2007 RZ139 | 13 set 2007 | Socorro           | LINEAR                 | Mitidika  | MPC                           |
| 309279         | 2007 RQ141 | 13 set 2007 | Socorro           | LINEAR                 | —         | MPC                           |
| 309280         | 2007 RC144 | 14 set 2007 | Socorro           | LINEAR                 | —         | MPC                           |
| 309281         | 2007 RL149 | 12 set 2007 | Catalina          | CSS                    | —         | MPC                           |
| 309282         | 2007 RM157 | 11 set 2007 | Purple Mountain   | PMO NEO                | —         | MPC                           |
| 309283         | 2007 RE158 | 12 set 2007 | Catalina          | CSS                    | —         | MPC                           |
| 309284         | 2007 RG158 | 25 mar 2006 | Kitt Peak         | Spacewatch             | —         | MPC                           |
| 309285         | 2007 RO195 | 12 set 2007 | Kitt Peak         | Spacewatch             | —         | MPC                           |
| 309286         | 2007 RV202 | 13 set 2007 | Kitt Peak         | Spacewatch             | —         | MPC                           |
| 309287         | 2007 RF206 | 10 set 2007 | Kitt Peak         | Spacewatch             | Mitidika  | MPC                           |
| 309288         | 2007 RX208 | 10 set 2007 | Kitt Peak         | Spacewatch             | —         | MPC                           |
| 309289         | 2007 RP209 | 10 set 2007 | Kitt Peak         | Spacewatch             | —         | MPC                           |
| 309290         | 2007 RB219 | 14 set 2007 | Mount Lemmon      | Mount Lemmon Survey    | —         | MPC                           |
| 309291         | 2007 RP221 | 14 set 2007 | Mount Lemmon      | Mount Lemmon Survey    | —         | MPC                           |
| 309292         | 2007 RM222 | 14 set 2007 | Mount Lemmon      | Mount Lemmon Survey    | —         | MPC                           |
| 309293         | 2007 RF226 | 10 set 2007 | Mount Lemmon      | Mount Lemmon Survey    | —         | MPC                           |
| 309294         | 2007 RB227 | 10 set 2007 | Kitt Peak         | Spacewatch             | —         | MPC                           |
| 309295         | 2007 RX228 | 16 ago 2007 | XuYi              | PMO NEO                | Mitidika  | MPC                           |
| 309296         | 2007 RP232 | 11 set 2007 | Purple Mountain   | PMO NEO                | —         | MPC                           |
| 309297         | 2007 RU235 | 12 set 2007 | Catalina          | CSS                    | —         | MPC                           |
| 309298         | 2007 RJ239 | 14 set 2007 | Catalina          | CSS                    | —         | MPC                           |
| 309299         | 2007 RJ240 | 14 set 2007 | Mount Lemmon      | Mount Lemmon Survey    | Mitidika  | MPC                           |
| 309300         | 2007 RF242 | 15 set 2007 | Socorro           | LINEAR                 | —         | MPC                           |

## 309301–309400
| Designação | Designação | Descoberta  | Descoberta       | Descobridor(es)     | Categoria | Mais informações / Referência |
| Permanente | Provisória | Data        | Local            | Descobridor(es)     | Categoria | Mais informações / Referência |
| ---------- | ---------- | ----------- | ---------------- | ------------------- | --------- | ----------------------------- |
| 309301     | 2007 RO242 | 15 set 2007 | Socorro          | LINEAR              | —         | MPC                           |
| 309302     | 2007 RL243 | 15 set 2007 | Socorro          | LINEAR              | —         | MPC                           |
| 309303     | 2007 RV246 | 12 set 2007 | Catalina         | CSS                 | —         | MPC                           |
| 309304     | 2007 RU254 | 14 set 2007 | Kitt Peak        | Spacewatch          | —         | MPC                           |
| 309305     | 2007 RN261 | 14 set 2007 | Kitt Peak        | Spacewatch          | —         | MPC                           |
| 309306     | 2007 RE269 | 15 set 2007 | Mount Lemmon     | Mount Lemmon Survey | Mitidika  | MPC                           |
| 309307     | 2007 RG269 | 15 set 2007 | Kitt Peak        | Spacewatch          | —         | MPC                           |
| 309308     | 2007 RH284 | 10 set 2007 | Mount Lemmon     | Mount Lemmon Survey | —         | MPC                           |
| 309309     | 2007 RQ284 | 12 set 2007 | Catalina         | CSS                 | —         | MPC                           |
| 309310     | 2007 RJ286 | 3 set 2007  | Catalina         | CSS                 | —         | MPC                           |
| 309311     | 2007 RZ286 | 5 set 2007  | Catalina         | CSS                 | —         | MPC                           |
| 309312     | 2007 RA287 | 5 set 2007  | Catalina         | CSS                 | —         | MPC                           |
| 309313     | 2007 RG290 | 9 set 2007  | Kitt Peak        | Spacewatch          | —         | MPC                           |
| 309314     | 2007 RB294 | 13 set 2007 | Kitt Peak        | Spacewatch          | —         | MPC                           |
| 309315     | 2007 RK310 | 5 set 2007  | Catalina         | CSS                 | —         | MPC                           |
| 309316     | 2007 RD311 | 4 set 2007  | Catalina         | CSS                 | —         | MPC                           |
| 309317     | 2007 RF311 | 5 set 2007  | Siding Spring    | SSS                 | —         | MPC                           |
| 309318     | 2007 RR315 | 12 set 2007 | Catalina         | CSS                 | —         | MPC                           |
| 309319     | 2007 SO    | 17 set 2007 | La Sagra         | Mallorca Obs.       | —         | MPC                           |
| 309320     | 2007 SZ    | 17 set 2007 | La Sagra         | Mallorca Obs.       | —         | MPC                           |
| 309321     | 2007 SC3   | 16 set 2007 | Socorro          | LINEAR              | —         | MPC                           |
| 309322     | 2007 SQ4   | 20 set 2007 | Remanzacco       | Remanzacco Obs.     | —         | MPC                           |
| 309323     | 2007 SZ4   | 18 set 2007 | Socorro          | LINEAR              | —         | MPC                           |
| 309324     | 2007 SA5   | 18 set 2007 | Socorro          | LINEAR              | —         | MPC                           |
| 309325     | 2007 SF6   | 21 set 2007 | Schiaparelli     | Schiaparelli Obs.   | —         | MPC                           |
| 309326     | 2007 SV6   | 18 set 2007 | Anderson Mesa    | LONEOS              | —         | MPC                           |
| 309327     | 2007 SL8   | 18 set 2007 | Kitt Peak        | Spacewatch          | Mitidika  | MPC                           |
| 309328     | 2007 SB9   | 18 set 2007 | Kitt Peak        | Spacewatch          | —         | MPC                           |
| 309329     | 2007 SS10  | 20 set 2007 | Catalina         | CSS                 | —         | MPC                           |
| 309330     | 2007 ST11  | 23 set 2007 | Farra d'Isonzo   | Farra d'Isonzo      | —         | MPC                           |
| 309331     | 2007 SZ16  | 30 set 2007 | Kitt Peak        | Spacewatch          | —         | MPC                           |
| 309332     | 2007 SQ18  | 19 set 2007 | Kitt Peak        | Spacewatch          | —         | MPC                           |
| 309333     | 2007 SH23  | 25 set 2007 | Mount Lemmon     | Mount Lemmon Survey | —         | MPC                           |
| 309334     | 2007 TJ2   | 4 out 2007  | Kitt Peak        | Spacewatch          | —         | MPC                           |
| 309335     | 2007 TJ5   | 5 out 2007  | La Cañada        | J. Lacruz           | —         | MPC                           |
| 309336     | 2007 TO5   | 6 out 2007  | Socorro          | LINEAR              | —         | MPC                           |
| 309337     | 2007 TR5   | 6 out 2007  | Socorro          | LINEAR              | —         | MPC                           |
| 309338     | 2007 TT5   | 6 out 2007  | Socorro          | LINEAR              | —         | MPC                           |
| 309339     | 2007 TA6   | 6 out 2007  | Socorro          | LINEAR              | Mitidika  | MPC                           |
| 309340     | 2007 TR10  | 6 out 2007  | Socorro          | LINEAR              | —         | MPC                           |
| 309341     | 2007 TS10  | 6 out 2007  | Socorro          | LINEAR              | —         | MPC                           |
| 309342     | 2007 TM21  | 9 out 2007  | Dauban           | Chante-Perdrix Obs. | —         | MPC                           |
| 309343     | 2007 TO25  | 4 out 2007  | Kitt Peak        | Spacewatch          | —         | MPC                           |
| 309344     | 2007 TZ26  | 4 out 2007  | Kitt Peak        | Spacewatch          | —         | MPC                           |
| 309345     | 2007 TP31  | 5 out 2007  | Kitt Peak        | Spacewatch          | —         | MPC                           |
| 309346     | 2007 TR44  | 7 out 2007  | Mount Lemmon     | Mount Lemmon Survey | Mitidika  | MPC                           |
| 309347     | 2007 TU44  | 7 out 2007  | Catalina         | CSS                 | —         | MPC                           |
| 309348     | 2007 TH49  | 29 set 2003 | Kitt Peak        | Spacewatch          | —         | MPC                           |
| 309349     | 2007 TP51  | 4 out 2007  | Kitt Peak        | Spacewatch          | —         | MPC                           |
| 309350     | 2007 TA52  | 4 out 2007  | Kitt Peak        | Spacewatch          | —         | MPC                           |
| 309351     | 2007 TH53  | 4 out 2007  | Kitt Peak        | Spacewatch          | —         | MPC                           |
| 309352     | 2007 TN53  | 4 out 2007  | Kitt Peak        | Spacewatch          | —         | MPC                           |
| 309353     | 2007 TH56  | 4 out 2007  | Kitt Peak        | Spacewatch          | —         | MPC                           |
| 309354     | 2007 TD60  | 5 out 2007  | Kitt Peak        | Spacewatch          | —         | MPC                           |
| 309355     | 2007 TZ66  | 12 out 2007 | Dauban           | Chante-Perdrix Obs. | —         | MPC                           |
| 309356     | 2007 TO67  | 7 out 2007  | Catalina         | CSS                 | —         | MPC                           |
| 309357     | 2007 TJ69  | 14 out 2007 | Altschwendt      | W. Ries             | Mitidika  | MPC                           |
| 309358     | 2007 TZ69  | 10 out 2007 | Goodricke-Pigott | R. A. Tucker        | —         | MPC                           |
| 309359     | 2007 TG72  | 14 out 2007 | Kleť             | Kleť Obs.           | —         | MPC                           |
| 309360     | 2007 TL74  | 13 out 2007 | Goodricke-Pigott | R. A. Tucker        | —         | MPC                           |
| 309361     | 2007 TR75  | 4 out 2007  | Catalina         | CSS                 | Mitidika  | MPC                           |
| 309362     | 2007 TL89  | 8 out 2007  | Mount Lemmon     | Mount Lemmon Survey | —         | MPC                           |
| 309363     | 2007 TQ89  | 8 out 2007  | Mount Lemmon     | Mount Lemmon Survey | —         | MPC                           |
| 309364     | 2007 TC95  | 7 out 2007  | Catalina         | CSS                 | —         | MPC                           |
| 309365     | 2007 TO97  | 8 out 2007  | Anderson Mesa    | LONEOS              | —         | MPC                           |
| 309366     | 2007 TF98  | 8 out 2007  | Mount Lemmon     | Mount Lemmon Survey | —         | MPC                           |
| 309367     | 2007 TX102 | 8 out 2007  | Mount Lemmon     | Mount Lemmon Survey | —         | MPC                           |
| 309368     | 2007 TG104 | 8 out 2007  | Mount Lemmon     | Mount Lemmon Survey | —         | MPC                           |
| 309369     | 2007 TK104 | 8 out 2007  | Mount Lemmon     | Mount Lemmon Survey | —         | MPC                           |
| 309370     | 2007 TN108 | 7 out 2007  | Catalina         | CSS                 | —         | MPC                           |
| 309371     | 2007 TZ112 | 8 out 2007  | Catalina         | CSS                 | —         | MPC                           |
| 309372     | 2007 TK113 | 8 out 2007  | Anderson Mesa    | LONEOS              | —         | MPC                           |
| 309373     | 2007 TW113 | 8 out 2007  | Anderson Mesa    | LONEOS              | —         | MPC                           |
| 309374     | 2007 TL114 | 8 out 2007  | Catalina         | CSS                 | —         | MPC                           |
| 309375     | 2007 TO114 | 8 out 2007  | Catalina         | CSS                 | —         | MPC                           |
| 309376     | 2007 TK126 | 6 out 2007  | Kitt Peak        | Spacewatch          | —         | MPC                           |
| 309377     | 2007 TT126 | 6 out 2007  | Kitt Peak        | Spacewatch          | —         | MPC                           |
| 309378     | 2007 TG131 | 7 out 2007  | Mount Lemmon     | Mount Lemmon Survey | —         | MPC                           |
| 309379     | 2007 TK131 | 7 out 2007  | Mount Lemmon     | Mount Lemmon Survey | —         | MPC                           |
| 309380     | 2007 TG132 | 7 out 2007  | Mount Lemmon     | Mount Lemmon Survey | —         | MPC                           |
| 309381     | 2007 TJ134 | 7 out 2007  | Mount Lemmon     | Mount Lemmon Survey | —         | MPC                           |
| 309382     | 2007 TE138 | 8 out 2007  | Mount Lemmon     | Mount Lemmon Survey | —         | MPC                           |
| 309383     | 2007 TD147 | 7 out 2007  | Socorro          | LINEAR              | —         | MPC                           |
| 309384     | 2007 TF148 | 7 out 2007  | Socorro          | LINEAR              | —         | MPC                           |
| 309385     | 2007 TU148 | 8 out 2007  | Socorro          | LINEAR              | —         | MPC                           |
| 309386     | 2007 TC150 | 9 out 2007  | Socorro          | LINEAR              | —         | MPC                           |
| 309387     | 2007 TH150 | 9 out 2007  | Socorro          | LINEAR              | —         | MPC                           |
| 309388     | 2007 TK152 | 9 out 2007  | Socorro          | LINEAR              | —         | MPC                           |
| 309389     | 2007 TE170 | 12 out 2007 | Socorro          | LINEAR              | —         | MPC                           |
| 309390     | 2007 TL170 | 12 out 2007 | Socorro          | LINEAR              | —         | MPC                           |
| 309391     | 2007 TO185 | 13 out 2007 | Socorro          | LINEAR              | —         | MPC                           |
| 309392     | 2007 TB186 | 13 out 2007 | Socorro          | LINEAR              | —         | MPC                           |
| 309393     | 2007 TG186 | 13 out 2007 | Socorro          | LINEAR              | —         | MPC                           |
| 309394     | 2007 TB194 | 7 out 2007  | Catalina         | CSS                 | —         | MPC                           |
| 309395     | 2007 TK201 | 8 out 2007  | Kitt Peak        | Spacewatch          | Mitidika  | MPC                           |
| 309396     | 2007 TR202 | 8 out 2007  | Mount Lemmon     | Mount Lemmon Survey | —         | MPC                           |
| 309397     | 2007 TA218 | 7 out 2007  | Kitt Peak        | Spacewatch          | —         | MPC                           |
| 309398     | 2007 TK218 | 7 out 2007  | Kitt Peak        | Spacewatch          | —         | MPC                           |
| 309399     | 2007 TZ221 | 9 out 2007  | Kitt Peak        | Spacewatch          | Mitidika  | MPC                           |
| 309400     | 2007 TR230 | 8 out 2007  | Kitt Peak        | Spacewatch          | —         | MPC                           |

## 309401–309500
| Designação | Designação | Descoberta  | Descoberta      | Descobridor(es)     | Categoria | Mais informações / Referência |
| Permanente | Provisória | Data        | Local           | Descobridor(es)     | Categoria | Mais informações / Referência |
| ---------- | ---------- | ----------- | --------------- | ------------------- | --------- | ----------------------------- |
| 309401     | 2007 TW237 | 10 out 2007 | Kitt Peak       | Spacewatch          | —         | MPC                           |
| 309402     | 2007 TG240 | 14 out 2007 | Socorro         | LINEAR              | —         | MPC                           |
| 309403     | 2007 TF253 | 8 out 2007  | Mount Lemmon    | Mount Lemmon Survey | —         | MPC                           |
| 309404     | 2007 TG258 | 10 out 2007 | Mount Lemmon    | Mount Lemmon Survey | —         | MPC                           |
| 309405     | 2007 TG262 | 10 out 2007 | Kitt Peak       | Spacewatch          | —         | MPC                           |
| 309406     | 2007 TG275 | 11 out 2007 | Catalina        | CSS                 | —         | MPC                           |
| 309407     | 2007 TC280 | 10 out 2007 | Mount Lemmon    | Mount Lemmon Survey | —         | MPC                           |
| 309408     | 2007 TN280 | 7 out 2007  | Catalina        | CSS                 | —         | MPC                           |
| 309409     | 2007 TG289 | 11 out 2007 | Catalina        | CSS                 | —         | MPC                           |
| 309410     | 2007 TH292 | 13 out 2007 | Catalina        | CSS                 | —         | MPC                           |
| 309411     | 2007 TB303 | 12 out 2007 | Kitt Peak       | Spacewatch          | Mitidika  | MPC                           |
| 309412     | 2007 TV317 | 12 out 2007 | Kitt Peak       | Spacewatch          | —         | MPC                           |
| 309413     | 2007 TN322 | 11 out 2007 | Kitt Peak       | Spacewatch          | —         | MPC                           |
| 309414     | 2007 TQ332 | 11 out 2007 | Kitt Peak       | Spacewatch          | —         | MPC                           |
| 309415     | 2007 TE338 | 13 out 2007 | Catalina        | CSS                 | —         | MPC                           |
| 309416     | 2007 TX356 | 12 out 2007 | Kitt Peak       | Spacewatch          | —         | MPC                           |
| 309417     | 2007 TD359 | 14 out 2007 | Mount Lemmon    | Mount Lemmon Survey | —         | MPC                           |
| 309418     | 2007 TC364 | 14 out 2007 | Mount Lemmon    | Mount Lemmon Survey | —         | MPC                           |
| 309419     | 2007 TM365 | 9 out 2007  | Mount Lemmon    | Mount Lemmon Survey | —         | MPC                           |
| 309420     | 2007 TD366 | 9 out 2007  | Catalina        | CSS                 | —         | MPC                           |
| 309421     | 2007 TJ367 | 10 out 2007 | Catalina        | CSS                 | —         | MPC                           |
| 309422     | 2007 TQ382 | 14 out 2007 | Kitt Peak       | Spacewatch          | —         | MPC                           |
| 309423     | 2007 TS382 | 14 out 2007 | Kitt Peak       | Spacewatch          | —         | MPC                           |
| 309424     | 2007 TW385 | 15 out 2007 | Catalina        | CSS                 | —         | MPC                           |
| 309425     | 2007 TH394 | 15 out 2007 | Kitt Peak       | Spacewatch          | —         | MPC                           |
| 309426     | 2007 TX412 | 25 mai 2006 | Mauna Kea       | P. A. Wiegert       | —         | MPC                           |
| 309427     | 2007 TL419 | 13 out 2007 | Mount Lemmon    | Mount Lemmon Survey | —         | MPC                           |
| 309428     | 2007 TQ422 | 9 out 2007  | Mount Lemmon    | Mount Lemmon Survey | —         | MPC                           |
| 309429     | 2007 TJ426 | 9 out 2007  | Catalina        | CSS                 | —         | MPC                           |
| 309430     | 2007 TA446 | 8 out 2007  | Mount Lemmon    | Mount Lemmon Survey | —         | MPC                           |
| 309431     | 2007 TP446 | 9 out 2007  | Kitt Peak       | Spacewatch          | —         | MPC                           |
| 309432     | 2007 TR448 | 9 out 2007  | Socorro         | LINEAR              | —         | MPC                           |
| 309433     | 2007 UU5   | 19 out 2007 | 7300            | W. K. Y. Yeung      | Mitidika  | MPC                           |
| 309434     | 2007 UP14  | 17 out 2007 | Anderson Mesa   | LONEOS              | —         | MPC                           |
| 309435     | 2007 UC20  | 18 out 2007 | Mount Lemmon    | Mount Lemmon Survey | —         | MPC                           |
| 309436     | 2007 UV20  | 19 out 2007 | Mount Lemmon    | Mount Lemmon Survey | —         | MPC                           |
| 309437     | 2007 UR24  | 16 out 2007 | Kitt Peak       | Spacewatch          | —         | MPC                           |
| 309438     | 2007 UK25  | 16 out 2007 | Kitt Peak       | Spacewatch          | —         | MPC                           |
| 309439     | 2007 UA31  | 19 out 2007 | Catalina        | CSS                 | —         | MPC                           |
| 309440     | 2007 UR38  | 20 out 2007 | Catalina        | CSS                 | —         | MPC                           |
| 309441     | 2007 US48  | 20 out 2007 | Mount Lemmon    | Mount Lemmon Survey | —         | MPC                           |
| 309442     | 2007 UT52  | 24 out 2007 | Mount Lemmon    | Mount Lemmon Survey | —         | MPC                           |
| 309443     | 2007 UT54  | 30 out 2007 | Kitt Peak       | Spacewatch          | —         | MPC                           |
| 309444     | 2007 UK57  | 30 out 2007 | Mount Lemmon    | Mount Lemmon Survey | Mitidika  | MPC                           |
| 309445     | 2007 UF60  | 30 out 2007 | Mount Lemmon    | Mount Lemmon Survey | —         | MPC                           |
| 309446     | 2007 UK71  | 30 out 2007 | Mount Lemmon    | Mount Lemmon Survey | —         | MPC                           |
| 309447     | 2007 UU75  | 31 out 2007 | Mount Lemmon    | Mount Lemmon Survey | Mitidika  | MPC                           |
| 309448     | 2007 UA90  | 30 out 2007 | Mount Lemmon    | Mount Lemmon Survey | —         | MPC                           |
| 309449     | 2007 UC97  | 30 out 2007 | Kitt Peak       | Spacewatch          | —         | MPC                           |
| 309450     | 2007 UC99  | 30 out 2007 | Kitt Peak       | Spacewatch          | —         | MPC                           |
| 309451     | 2007 UX99  | 30 out 2007 | Kitt Peak       | Spacewatch          | —         | MPC                           |
| 309452     | 2007 UM104 | 30 out 2007 | Kitt Peak       | Spacewatch          | Mitidika  | MPC                           |
| 309453     | 2007 UX104 | 30 out 2007 | Kitt Peak       | Spacewatch          | —         | MPC                           |
| 309454     | 2007 UM115 | 31 out 2007 | Kitt Peak       | Spacewatch          | —         | MPC                           |
| 309455     | 2007 UE132 | 19 out 2007 | Anderson Mesa   | LONEOS              | —         | MPC                           |
| 309456     | 2007 UC133 | 21 out 2007 | Mount Lemmon    | Mount Lemmon Survey | —         | MPC                           |
| 309457     | 2007 UD137 | 16 out 2007 | Mount Lemmon    | Mount Lemmon Survey | —         | MPC                           |
| 309458     | 2007 UF137 | 18 out 2007 | Socorro         | LINEAR              | —         | MPC                           |
| 309459     | 2007 UG142 | 21 out 2007 | Mount Lemmon    | Mount Lemmon Survey | —         | MPC                           |
| 309460     | 2007 VC    | 1 nov 2007  | 7300            | W. K. Y. Yeung      | —         | MPC                           |
| 309461     | 2007 VA7   | 1 nov 2007  | Kitt Peak       | Spacewatch          | —         | MPC                           |
| 309462     | 2007 VZ7   | 4 nov 2007  | Mount Lemmon    | Mount Lemmon Survey | Eos       | MPC                           |
| 309463     | 2007 VK10  | 3 nov 2007  | Needville       | Needville Obs.      | —         | MPC                           |
| 309464     | 2007 VY18  | 1 nov 2007  | Mount Lemmon    | Mount Lemmon Survey | Mitidika  | MPC                           |
| 309465     | 2007 VC28  | 2 nov 2007  | Kitt Peak       | Spacewatch          | —         | MPC                           |
| 309466     | 2007 VO42  | 3 nov 2007  | Mount Lemmon    | Mount Lemmon Survey | —         | MPC                           |
| 309467     | 2007 VA53  | 1 nov 2007  | Kitt Peak       | Spacewatch          | —         | MPC                           |
| 309468     | 2007 VB65  | 1 nov 2007  | Kitt Peak       | Spacewatch          | Pallas    | MPC                           |
| 309469     | 2007 VJ65  | 1 nov 2007  | Kitt Peak       | Spacewatch          | —         | MPC                           |
| 309470     | 2007 VY73  | 3 nov 2007  | Kitt Peak       | Spacewatch          | —         | MPC                           |
| 309471     | 2007 VL76  | 3 nov 2007  | Kitt Peak       | Spacewatch          | —         | MPC                           |
| 309472     | 2007 VE91  | 7 nov 2007  | Calvin-Rehoboth | L. A. Molnar        | —         | MPC                           |
| 309473     | 2007 VD96  | 9 nov 2007  | Calvin-Rehoboth | L. A. Molnar        | —         | MPC                           |
| 309474     | 2007 VO102 | 2 nov 2007  | Purple Mountain | PMO NEO             | —         | MPC                           |
| 309475     | 2007 VQ105 | 3 nov 2007  | Kitt Peak       | Spacewatch          | —         | MPC                           |
| 309476     | 2007 VU109 | 3 nov 2007  | Kitt Peak       | Spacewatch          | —         | MPC                           |
| 309477     | 2007 VU112 | 3 nov 2007  | Kitt Peak       | Spacewatch          | —         | MPC                           |
| 309478     | 2007 VD113 | 3 nov 2007  | Kitt Peak       | Spacewatch          | —         | MPC                           |
| 309479     | 2007 VR116 | 3 nov 2007  | Kitt Peak       | Spacewatch          | —         | MPC                           |
| 309480     | 2007 VP118 | 4 nov 2007  | Mount Lemmon    | Mount Lemmon Survey | —         | MPC                           |
| 309481     | 2007 VC144 | 4 nov 2007  | Kitt Peak       | Spacewatch          | —         | MPC                           |
| 309482     | 2007 VE148 | 4 nov 2007  | Kitt Peak       | Spacewatch          | —         | MPC                           |
| 309483     | 2007 VK152 | 2 nov 2007  | Kitt Peak       | Spacewatch          | —         | MPC                           |
| 309484     | 2007 VF164 | 5 nov 2007  | Kitt Peak       | Spacewatch          | —         | MPC                           |
| 309485     | 2007 VG198 | 8 nov 2007  | Mount Lemmon    | Mount Lemmon Survey | —         | MPC                           |
| 309486     | 2007 VP202 | 7 nov 2007  | Mount Lemmon    | Mount Lemmon Survey | —         | MPC                           |
| 309487     | 2007 VP207 | 11 nov 2007 | Mount Lemmon    | Mount Lemmon Survey | —         | MPC                           |
| 309488     | 2007 VP208 | 11 nov 2007 | Catalina        | CSS                 | —         | MPC                           |
| 309489     | 2007 VL237 | 11 nov 2007 | Mount Lemmon    | Mount Lemmon Survey | —         | MPC                           |
| 309490     | 2007 VE239 | 13 nov 2007 | Kitt Peak       | Spacewatch          | —         | MPC                           |
| 309491     | 2007 VR250 | 8 nov 2007  | Catalina        | CSS                 | —         | MPC                           |
| 309492     | 2007 VS266 | 15 nov 2007 | Anderson Mesa   | LONEOS              | —         | MPC                           |
| 309493     | 2007 VT269 | 15 nov 2007 | Socorro         | LINEAR              | —         | MPC                           |
| 309494     | 2007 VR274 | 13 nov 2007 | Catalina        | CSS                 | —         | MPC                           |
| 309495     | 2007 VR290 | 14 nov 2007 | Kitt Peak       | Spacewatch          | —         | MPC                           |
| 309496     | 2007 VU294 | 14 nov 2007 | Mount Lemmon    | Mount Lemmon Survey | —         | MPC                           |
| 309497     | 2007 VV299 | 12 nov 2007 | Catalina        | CSS                 | —         | MPC                           |
| 309498     | 2007 VC306 | 8 nov 2007  | Mount Lemmon    | Mount Lemmon Survey | —         | MPC                           |
| 309499     | 2007 VG307 | 2 nov 2007  | Kitt Peak       | Spacewatch          | —         | MPC                           |
| 309500     | 2007 VP308 | 6 nov 2007  | Mount Lemmon    | Mount Lemmon Survey | —         | MPC                           |

## 309501–309600
| Designação | Designação | Descoberta  | Descoberta      | Descobridor(es)     | Categoria | Mais informações / Referência |
| Permanente | Provisória | Data        | Local           | Descobridor(es)     | Categoria | Mais informações / Referência |
| ---------- | ---------- | ----------- | --------------- | ------------------- | --------- | ----------------------------- |
| 309501     | 2007 VN310 | 8 nov 2007  | Kitt Peak       | Spacewatch          | —         | MPC                           |
| 309502     | 2007 VG312 | 11 nov 2007 | Mount Lemmon    | Mount Lemmon Survey | Maria     | MPC                           |
| 309503     | 2007 VP319 | 8 nov 2007  | Kitt Peak       | Spacewatch          | —         | MPC                           |
| 309504     | 2007 VD323 | 2 nov 2007  | Catalina        | CSS                 | —         | MPC                           |
| 309505     | 2007 VU328 | 9 nov 2007  | Kitt Peak       | Spacewatch          | —         | MPC                           |
| 309506     | 2007 VK330 | 3 nov 2007  | Mount Lemmon    | Mount Lemmon Survey | —         | MPC                           |
| 309507     | 2007 VG331 | 5 nov 2007  | Kitt Peak       | Spacewatch          | —         | MPC                           |
| 309508     | 2007 VR334 | 14 nov 2007 | Kitt Peak       | Spacewatch          | —         | MPC                           |
| 309509     | 2007 WM7   | 18 nov 2007 | Socorro         | LINEAR              | —         | MPC                           |
| 309510     | 2007 WU18  | 18 nov 2007 | Mount Lemmon    | Mount Lemmon Survey | —         | MPC                           |
| 309511     | 2007 WK20  | 18 nov 2007 | Mount Lemmon    | Mount Lemmon Survey | —         | MPC                           |
| 309512     | 2007 WR20  | 18 nov 2007 | Mount Lemmon    | Mount Lemmon Survey | —         | MPC                           |
| 309513     | 2007 WU27  | 18 nov 2007 | Mount Lemmon    | Mount Lemmon Survey | —         | MPC                           |
| 309514     | 2007 WD59  | 18 nov 2007 | Kitt Peak       | Spacewatch          | —         | MPC                           |
| 309515     | 2007 XR1   | 3 dez 2007  | Catalina        | CSS                 | —         | MPC                           |
| 309516     | 2007 XZ2   | 3 dez 2007  | Kitt Peak       | Spacewatch          | —         | MPC                           |
| 309517     | 2007 XA3   | 2 dez 2007  | Lulin           | LUSS                | —         | MPC                           |
| 309518     | 2007 XK4   | 3 dez 2007  | Catalina        | CSS                 | —         | MPC                           |
| 309519     | 2007 XZ5   | 4 dez 2007  | Catalina        | CSS                 | —         | MPC                           |
| 309520     | 2007 XN8   | 22 ago 2006 | Palomar         | NEAT                | —         | MPC                           |
| 309521     | 2007 XE17  | 8 mar 2005  | Mount Lemmon    | Mount Lemmon Survey | —         | MPC                           |
| 309522     | 2007 XX17  | 11 dez 2007 | La Sagra        | Mallorca Obs.       | —         | MPC                           |
| 309523     | 2007 XB21  | 13 dez 2007 | Dauban          | Chante-Perdrix Obs. | —         | MPC                           |
| 309524     | 2007 XG24  | 15 dez 2007 | Wrightwood      | J. W. Young         | —         | MPC                           |
| 309525     | 2007 XA26  | 15 dez 2007 | Catalina        | CSS                 | —         | MPC                           |
| 309526     | 2007 XJ28  | 2 abr 2005  | Mount Lemmon    | Mount Lemmon Survey | —         | MPC                           |
| 309527     | 2007 XJ32  | 15 dez 2007 | Catalina        | CSS                 | —         | MPC                           |
| 309528     | 2007 XA40  | 13 dez 2007 | Socorro         | LINEAR              | —         | MPC                           |
| 309529     | 2007 XR40  | 13 dez 2007 | Socorro         | LINEAR              | —         | MPC                           |
| 309530     | 2007 XN41  | 15 dez 2007 | Socorro         | LINEAR              | —         | MPC                           |
| 309531     | 2007 XO41  | 15 dez 2007 | Socorro         | LINEAR              | Phocaea   | MPC                           |
| 309532     | 2007 XO46  | 15 dez 2007 | Catalina        | CSS                 | —         | MPC                           |
| 309533     | 2007 YC8   | 16 dez 2007 | Kitt Peak       | Spacewatch          | —         | MPC                           |
| 309534     | 2007 YK8   | 16 dez 2007 | Mount Lemmon    | Mount Lemmon Survey | —         | MPC                           |
| 309535     | 2007 YW12  | 17 dez 2007 | Mount Lemmon    | Mount Lemmon Survey | —         | MPC                           |
| 309536     | 2007 YJ16  | 16 dez 2007 | Kitt Peak       | Spacewatch          | —         | MPC                           |
| 309537     | 2007 YT20  | 16 dez 2007 | Kitt Peak       | Spacewatch          | —         | MPC                           |
| 309538     | 2007 YU20  | 18 set 2006 | Catalina        | CSS                 | —         | MPC                           |
| 309539     | 2007 YJ23  | 17 dez 2007 | Kitt Peak       | Spacewatch          | —         | MPC                           |
| 309540     | 2007 YK23  | 17 dez 2007 | Kitt Peak       | Spacewatch          | —         | MPC                           |
| 309541     | 2007 YA28  | 18 dez 2007 | Kitt Peak       | Spacewatch          | —         | MPC                           |
| 309542     | 2007 YL31  | 28 dez 2007 | Kitt Peak       | Spacewatch          | —         | MPC                           |
| 309543     | 2007 YG34  | 28 dez 2007 | Kitt Peak       | Spacewatch          | —         | MPC                           |
| 309544     | 2007 YE36  | 30 dez 2007 | Mount Lemmon    | Mount Lemmon Survey | —         | MPC                           |
| 309545     | 2007 YV36  | 17 dez 2007 | Kitt Peak       | Spacewatch          | —         | MPC                           |
| 309546     | 2007 YR37  | 30 dez 2007 | Mount Lemmon    | Mount Lemmon Survey | —         | MPC                           |
| 309547     | 2007 YL41  | 30 dez 2007 | Kitt Peak       | Spacewatch          | —         | MPC                           |
| 309548     | 2007 YZ42  | 30 dez 2007 | Catalina        | CSS                 | —         | MPC                           |
| 309549     | 2007 YS46  | 30 dez 2007 | Mount Lemmon    | Mount Lemmon Survey | —         | MPC                           |
| 309550     | 2007 YB47  | 30 dez 2007 | Mount Lemmon    | Mount Lemmon Survey | —         | MPC                           |
| 309551     | 2007 YR48  | 28 dez 2007 | Kitt Peak       | Spacewatch          | —         | MPC                           |
| 309552     | 2007 YA55  | 31 dez 2007 | Kitt Peak       | Spacewatch          | —         | MPC                           |
| 309553     | 2007 YH55  | 31 dez 2007 | Mount Lemmon    | Mount Lemmon Survey | —         | MPC                           |
| 309554     | 2007 YP55  | 31 dez 2007 | Mount Lemmon    | Mount Lemmon Survey | —         | MPC                           |
| 309555     | 2007 YM58  | 30 dez 2007 | Kitt Peak       | Spacewatch          | —         | MPC                           |
| 309556     | 2007 YZ59  | 29 dez 2007 | Mayhill         | A. Lowe             | —         | MPC                           |
| 309557     | 2007 YB61  | 31 dez 2007 | Catalina        | CSS                 | —         | MPC                           |
| 309558     | 2007 YN71  | 17 dez 2007 | Kitt Peak       | Spacewatch          | —         | MPC                           |
| 309559     | 2007 YM74  | 17 dez 2007 | Mount Lemmon    | Mount Lemmon Survey | —         | MPC                           |
| 309560     | 2008 AQ    | 1 jan 2008  | Kitt Peak       | Spacewatch          | —         | MPC                           |
| 309561     | 2008 AW1   | 8 jan 2008  | Dauban          | F. Kugel            | —         | MPC                           |
| 309562     | 2008 AM4   | 9 jan 2008  | Lulin           | LUSS                | —         | MPC                           |
| 309563     | 2008 AX11  | 10 jan 2008 | Mount Lemmon    | Mount Lemmon Survey | —         | MPC                           |
| 309564     | 2008 AL16  | 10 jan 2008 | Mount Lemmon    | Mount Lemmon Survey | —         | MPC                           |
| 309565     | 2008 AZ25  | 10 jan 2008 | Mount Lemmon    | Mount Lemmon Survey | —         | MPC                           |
| 309566     | 2008 AV32  | 14 jan 2008 | Costitx         | Mallorca Obs.       | —         | MPC                           |
| 309567     | 2008 AH36  | 10 jan 2008 | Kitt Peak       | Spacewatch          | —         | MPC                           |
| 309568     | 2008 AX39  | 10 jan 2008 | Mount Lemmon    | Mount Lemmon Survey | —         | MPC                           |
| 309569     | 2008 AG41  | 10 jan 2008 | Mount Lemmon    | Mount Lemmon Survey | —         | MPC                           |
| 309570     | 2008 AE44  | 10 jan 2008 | Mount Lemmon    | Mount Lemmon Survey | Charis    | MPC                           |
| 309571     | 2008 AU53  | 11 jan 2008 | Kitt Peak       | Spacewatch          | —         | MPC                           |
| 309572     | 2008 AC57  | 11 jan 2008 | Kitt Peak       | Spacewatch          | Eos       | MPC                           |
| 309573     | 2008 AM58  | 11 jan 2008 | Kitt Peak       | Spacewatch          | —         | MPC                           |
| 309574     | 2008 AO61  | 11 jan 2008 | Kitt Peak       | Spacewatch          | —         | MPC                           |
| 309575     | 2008 AY68  | 11 jan 2008 | Kitt Peak       | Spacewatch          | —         | MPC                           |
| 309576     | 2008 AC78  | 12 jan 2008 | Kitt Peak       | Spacewatch          | —         | MPC                           |
| 309577     | 2008 AV81  | 13 jan 2008 | Mount Lemmon    | Mount Lemmon Survey | —         | MPC                           |
| 309578     | 2008 AQ83  | 15 jan 2008 | Mount Lemmon    | Mount Lemmon Survey | —         | MPC                           |
| 309579     | 2008 AC88  | 13 jan 2008 | Kitt Peak       | Spacewatch          | —         | MPC                           |
| 309580     | 2008 AS93  | 14 jan 2008 | Kitt Peak       | Spacewatch          | —         | MPC                           |
| 309581     | 2008 AG95  | 30 dez 2007 | Kitt Peak       | Spacewatch          | —         | MPC                           |
| 309582     | 2008 AZ98  | 19 abr 2004 | Kitt Peak       | Spacewatch          | —         | MPC                           |
| 309583     | 2008 AM101 | 15 jan 2008 | Anderson Mesa   | LONEOS              | —         | MPC                           |
| 309584     | 2008 AR103 | 15 jan 2008 | Mount Lemmon    | Mount Lemmon Survey | —         | MPC                           |
| 309585     | 2008 AQ105 | 15 jan 2008 | Mount Lemmon    | Mount Lemmon Survey | —         | MPC                           |
| 309586     | 2008 AW110 | 15 jan 2008 | Kitt Peak       | Spacewatch          | —         | MPC                           |
| 309587     | 2008 AJ112 | 14 jan 2008 | Bisei SG Center | BATTeRS             | —         | MPC                           |
| 309588     | 2008 AR114 | 11 jan 2008 | Kitt Peak       | Spacewatch          | —         | MPC                           |
| 309589     | 2008 AH118 | 14 jan 2008 | Kitt Peak       | Spacewatch          | —         | MPC                           |
| 309590     | 2008 AT129 | 10 jan 2008 | Kitt Peak       | Spacewatch          | —         | MPC                           |
| 309591     | 2008 AO135 | 11 jan 2008 | Catalina        | CSS                 | —         | MPC                           |
| 309592     | 2008 AX135 | 11 jan 2008 | Catalina        | CSS                 | —         | MPC                           |
| 309593     | 2008 AF136 | 12 jan 2008 | Catalina        | CSS                 | —         | MPC                           |
| 309594     | 2008 AE137 | 15 jan 2008 | Mount Lemmon    | Mount Lemmon Survey | —         | MPC                           |
| 309595     | 2008 BY4   | 16 jan 2008 | Kitt Peak       | Spacewatch          | —         | MPC                           |
| 309596     | 2008 BD6   | 16 jan 2008 | Kitt Peak       | Spacewatch          | —         | MPC                           |
| 309597     | 2008 BK11  | 18 jan 2008 | Kitt Peak       | Spacewatch          | —         | MPC                           |
| 309598     | 2008 BM17  | 30 jan 2008 | Catalina        | CSS                 | —         | MPC                           |
| 309599     | 2008 BH19  | 30 jan 2008 | Kitt Peak       | Spacewatch          | —         | MPC                           |
| 309600     | 2008 BD20  | 30 jan 2008 | Catalina        | CSS                 | —         | MPC                           |

## 309601–309700
| Designação | Designação | Descoberta  | Descoberta      | Descobridor(es)     | Categoria | Mais informações / Referência |
| Permanente | Provisória | Data        | Local           | Descobridor(es)     | Categoria | Mais informações / Referência |
| ---------- | ---------- | ----------- | --------------- | ------------------- | --------- | ----------------------------- |
| 309601     | 2008 BN24  | 31 jan 2008 | Catalina        | CSS                 | —         | MPC                           |
| 309602     | 2008 BR25  | 30 jan 2008 | Catalina        | CSS                 | —         | MPC                           |
| 309603     | 2008 BK26  | 30 jan 2008 | Kitt Peak       | Spacewatch          | —         | MPC                           |
| 309604     | 2008 BQ28  | 30 jan 2008 | Mount Lemmon    | Mount Lemmon Survey | —         | MPC                           |
| 309605     | 2008 BY29  | 30 jan 2008 | Catalina        | CSS                 | —         | MPC                           |
| 309606     | 2008 BJ32  | 30 jan 2008 | Mount Lemmon    | Mount Lemmon Survey | —         | MPC                           |
| 309607     | 2008 BV34  | 30 jan 2008 | Mount Lemmon    | Mount Lemmon Survey | —         | MPC                           |
| 309608     | 2008 BG37  | 31 jan 2008 | Mount Lemmon    | Mount Lemmon Survey | Themis    | MPC                           |
| 309609     | 2008 BZ39  | 30 jan 2008 | Catalina        | CSS                 | —         | MPC                           |
| 309610     | 2008 BH42  | 31 jan 2008 | Catalina        | CSS                 | —         | MPC                           |
| 309611     | 2008 BK44  | 10 mar 2003 | Palomar         | NEAT                | —         | MPC                           |
| 309612     | 2008 BV45  | 31 jan 2008 | Catalina        | CSS                 | —         | MPC                           |
| 309613     | 2008 BT46  | 30 jan 2008 | Mount Lemmon    | Mount Lemmon Survey | —         | MPC                           |
| 309614     | 2008 CV6   | 1 fev 2008  | Mount Lemmon    | Mount Lemmon Survey | —         | MPC                           |
| 309615     | 2008 CV9   | 2 fev 2008  | Mount Lemmon    | Mount Lemmon Survey | —         | MPC                           |
| 309616     | 2008 CE23  | 1 fev 2008  | Kitt Peak       | Spacewatch          | —         | MPC                           |
| 309617     | 2008 CH23  | 1 fev 2008  | Kitt Peak       | Spacewatch          | —         | MPC                           |
| 309618     | 2008 CK25  | 1 fev 2008  | Kitt Peak       | Spacewatch          | —         | MPC                           |
| 309619     | 2008 CM25  | 1 fev 2008  | Catalina        | CSS                 | —         | MPC                           |
| 309620     | 2008 CQ50  | 6 fev 2008  | Catalina        | CSS                 | —         | MPC                           |
| 309621     | 2008 CJ56  | 7 fev 2008  | Mount Lemmon    | Mount Lemmon Survey | —         | MPC                           |
| 309622     | 2008 CJ68  | 5 fev 2008  | La Sagra        | Mallorca Obs.       | —         | MPC                           |
| 309623     | 2008 CM71  | 6 fev 2008  | Catalina        | CSS                 | —         | MPC                           |
| 309624     | 2008 CN79  | 7 fev 2008  | Kitt Peak       | Spacewatch          | Ursula    | MPC                           |
| 309625     | 2008 CA85  | 7 fev 2008  | Kitt Peak       | Spacewatch          | —         | MPC                           |
| 309626     | 2008 CV88  | 7 fev 2008  | Mount Lemmon    | Mount Lemmon Survey | —         | MPC                           |
| 309627     | 2008 CD98  | 9 fev 2008  | Kitt Peak       | Spacewatch          | —         | MPC                           |
| 309628     | 2008 CB99  | 9 fev 2008  | Kitt Peak       | Spacewatch          | —         | MPC                           |
| 309629     | 2008 CN100 | 9 fev 2008  | Kitt Peak       | Spacewatch          | —         | MPC                           |
| 309630     | 2008 CP121 | 7 fev 2008  | Kitt Peak       | Spacewatch          | —         | MPC                           |
| 309631     | 2008 CO128 | 8 fev 2008  | Kitt Peak       | Spacewatch          | Themis    | MPC                           |
| 309632     | 2008 CO134 | 8 fev 2008  | Mount Lemmon    | Mount Lemmon Survey | —         | MPC                           |
| 309633     | 2008 CH152 | 9 fev 2008  | Kitt Peak       | Spacewatch          | —         | MPC                           |
| 309634     | 2008 CY156 | 9 fev 2008  | Kitt Peak       | Spacewatch          | —         | MPC                           |
| 309635     | 2008 CD165 | 10 fev 2008 | Mount Lemmon    | Mount Lemmon Survey | Eos       | MPC                           |
| 309636     | 2008 CO165 | 10 fev 2008 | Kitt Peak       | Spacewatch          | —         | MPC                           |
| 309637     | 2008 CD177 | 11 fev 2008 | Socorro         | LINEAR              | —         | MPC                           |
| 309638     | 2008 CL178 | 6 fev 2008  | Catalina        | CSS                 | —         | MPC                           |
| 309639     | 2008 CE180 | 9 fev 2008  | Catalina        | CSS                 | —         | MPC                           |
| 309640     | 2008 CL182 | 11 fev 2008 | Mount Lemmon    | Mount Lemmon Survey | —         | MPC                           |
| 309641     | 2008 CC192 | 2 fev 2008  | Kitt Peak       | Spacewatch          | —         | MPC                           |
| 309642     | 2008 CR195 | 2 fev 2008  | Kitt Peak       | Spacewatch          | —         | MPC                           |
| 309643     | 2008 CS195 | 2 fev 2008  | Kitt Peak       | Spacewatch          | —         | MPC                           |
| 309644     | 2008 CN199 | 13 fev 2008 | Mount Lemmon    | Mount Lemmon Survey | —         | MPC                           |
| 309645     | 2008 CA202 | 1 fev 2008  | Kitt Peak       | Spacewatch          | —         | MPC                           |
| 309646     | 2008 CA212 | 7 fev 2008  | Socorro         | LINEAR              | —         | MPC                           |
| 309647     | 2008 CZ213 | 10 fev 2008 | Mount Lemmon    | Mount Lemmon Survey | —         | MPC                           |
| 309648     | 2008 DR7   | 24 fev 2008 | Mount Lemmon    | Mount Lemmon Survey | Maria     | MPC                           |
| 309649     | 2008 DJ9   | 25 fev 2008 | Kitt Peak       | Spacewatch          | —         | MPC                           |
| 309650     | 2008 DF20  | 28 fev 2008 | Mount Lemmon    | Mount Lemmon Survey | —         | MPC                           |
| 309651     | 2008 DC21  | 28 fev 2008 | Kitt Peak       | Spacewatch          | —         | MPC                           |
| 309652     | 2008 DP23  | 24 fev 2008 | Kitt Peak       | Spacewatch          | —         | MPC                           |
| 309653     | 2008 DS29  | 26 fev 2008 | Mount Lemmon    | Mount Lemmon Survey | —         | MPC                           |
| 309654     | 2008 DP55  | 26 fev 2008 | Mount Lemmon    | Mount Lemmon Survey | —         | MPC                           |
| 309655     | 2008 DT58  | 27 fev 2008 | Kitt Peak       | Spacewatch          | —         | MPC                           |
| 309656     | 2008 DH61  | 28 fev 2008 | Mount Lemmon    | Mount Lemmon Survey | —         | MPC                           |
| 309657     | 2008 DO66  | 29 fev 2008 | Kitt Peak       | Spacewatch          | Maria     | MPC                           |
| 309658     | 2008 DM67  | 29 fev 2008 | Kitt Peak       | Spacewatch          | —         | MPC                           |
| 309659     | 2008 DV80  | 24 fev 2008 | Kitt Peak       | Spacewatch          | —         | MPC                           |
| 309660     | 2008 DL85  | 28 fev 2008 | Kitt Peak       | Spacewatch          | —         | MPC                           |
| 309661     | 2008 DR85  | 28 fev 2008 | Kitt Peak       | Spacewatch          | —         | MPC                           |
| 309662     | 2008 EE    | 1 mar 2008  | Socorro         | LINEAR              | —         | MPC                           |
| 309663     | 2008 EO14  | 1 mar 2008  | Kitt Peak       | Spacewatch          | Brangane  | MPC                           |
| 309664     | 2008 EE23  | 3 mar 2008  | Catalina        | CSS                 | —         | MPC                           |
| 309665     | 2008 EP23  | 3 mar 2008  | Catalina        | CSS                 | —         | MPC                           |
| 309666     | 2008 EK38  | 4 mar 2008  | Kitt Peak       | Spacewatch          | —         | MPC                           |
| 309667     | 2008 EA39  | 4 mar 2008  | Kitt Peak       | Spacewatch          | Ursula    | MPC                           |
| 309668     | 2008 ET40  | 4 mar 2008  | Kitt Peak       | Spacewatch          | —         | MPC                           |
| 309669     | 2008 EE41  | 4 mar 2008  | Kitt Peak       | Spacewatch          | —         | MPC                           |
| 309670     | 2008 EP41  | 4 mar 2008  | Mount Lemmon    | Mount Lemmon Survey | Eos       | MPC                           |
| 309671     | 2008 EN49  | 6 mar 2008  | Kitt Peak       | Spacewatch          | Brangane  | MPC                           |
| 309672     | 2008 EA53  | 6 mar 2008  | Mount Lemmon    | Mount Lemmon Survey | —         | MPC                           |
| 309673     | 2008 EE86  | 7 mar 2008  | Catalina        | CSS                 | —         | MPC                           |
| 309674     | 2008 EN88  | 11 mar 2008 | Catalina        | CSS                 | —         | MPC                           |
| 309675     | 2008 EV90  | 3 mar 2008  | Purple Mountain | PMO NEO             | —         | MPC                           |
| 309676     | 2008 ET95  | 6 mar 2008  | Mount Lemmon    | Mount Lemmon Survey | —         | MPC                           |
| 309677     | 2008 EO99  | 5 mar 2008  | Catalina        | CSS                 | —         | MPC                           |
| 309678     | 2008 ER103 | 5 mar 2008  | Mount Lemmon    | Mount Lemmon Survey | —         | MPC                           |
| 309679     | 2008 EG108 | 7 mar 2008  | Mount Lemmon    | Mount Lemmon Survey | —         | MPC                           |
| 309680     | 2008 EU108 | 7 mar 2008  | Mount Lemmon    | Mount Lemmon Survey | —         | MPC                           |
| 309681     | 2008 ES111 | 8 mar 2008  | Kitt Peak       | Spacewatch          | —         | MPC                           |
| 309682     | 2008 ES137 | 11 mar 2008 | Kitt Peak       | Spacewatch          | —         | MPC                           |
| 309683     | 2008 ET147 | 1 mar 2008  | Kitt Peak       | Spacewatch          | —         | MPC                           |
| 309684     | 2008 ET148 | 2 mar 2008  | Kitt Peak       | Spacewatch          | —         | MPC                           |
| 309685     | 2008 EK153 | 11 mar 2008 | Mount Lemmon    | Mount Lemmon Survey | —         | MPC                           |
| 309686     | 2008 EF167 | 8 mar 2008  | Mount Lemmon    | Mount Lemmon Survey | —         | MPC                           |
| 309687     | 2008 EZ168 | 13 mar 2008 | Socorro         | LINEAR              | —         | MPC                           |
| 309688     | 2008 FD3   | 25 mar 2008 | Kitt Peak       | Spacewatch          | —         | MPC                           |
| 309689     | 2008 FB4   | 25 mar 2008 | Kitt Peak       | Spacewatch          | —         | MPC                           |
| 309690     | 2008 FT13  | 26 mar 2008 | Mount Lemmon    | Mount Lemmon Survey | —         | MPC                           |
| 309691     | 2008 FO15  | 26 mar 2008 | Kitt Peak       | Spacewatch          | —         | MPC                           |
| 309692     | 2008 FE19  | 27 mar 2008 | Mount Lemmon    | Mount Lemmon Survey | —         | MPC                           |
| 309693     | 2008 FU35  | 28 mar 2008 | Mount Lemmon    | Mount Lemmon Survey | —         | MPC                           |
| 309694     | 2008 FJ45  | 28 mar 2008 | Mount Lemmon    | Mount Lemmon Survey | —         | MPC                           |
| 309695     | 2008 FZ51  | 28 mar 2008 | Mount Lemmon    | Mount Lemmon Survey | —         | MPC                           |
| 309696     | 2008 FA65  | 28 mar 2008 | Kitt Peak       | Spacewatch          | —         | MPC                           |
| 309697     | 2008 FM79  | 27 mar 2008 | Mount Lemmon    | Mount Lemmon Survey | —         | MPC                           |
| 309698     | 2008 FS87  | 28 mar 2008 | Mount Lemmon    | Mount Lemmon Survey | —         | MPC                           |
| 309699     | 2008 FG91  | 29 mar 2008 | Mount Lemmon    | Mount Lemmon Survey | —         | MPC                           |
| 309700     | 2008 FP98  | 30 mar 2008 | Catalina        | CSS                 | —         | MPC                           |

## 309701–309800
| Designação        | Designação | Descoberta  | Descoberta       | Descobridor(es)     | Categoria | Mais informações / Referência |
| Permanente        | Provisória | Data        | Local            | Descobridor(es)     | Categoria | Mais informações / Referência |
| ----------------- | ---------- | ----------- | ---------------- | ------------------- | --------- | ----------------------------- |
| 309701            | 2008 FX99  | 30 mar 2008 | Kitt Peak        | Spacewatch          | —         | MPC                           |
| 309702            | 2008 FN115 | 31 mar 2008 | Mount Lemmon     | Mount Lemmon Survey | Ursula    | MPC                           |
| 309703            | 2008 FM118 | 31 mar 2008 | Mount Lemmon     | Mount Lemmon Survey | —         | MPC                           |
| 309704 Baruffetti | 2008 FD131 | 29 mar 2008 | San Marcello     | L. Tesi, G. Fagioli | —         | MPC                           |
| 309705            | 2008 FR137 | 31 mar 2008 | Mount Lemmon     | Mount Lemmon Survey | Brangane  | MPC                           |
| 309706 Avila      | 2008 GP    | 3 abr 2008  | La Cañada        | J. Lacruz           | —         | MPC                           |
| 309707            | 2008 GC1   | 1 abr 2008  | Mount Lemmon     | Mount Lemmon Survey | Vesta     | MPC                           |
| 309708            | 2008 GP2   | 5 abr 2008  | Mount Lemmon     | Mount Lemmon Survey | —         | MPC                           |
| 309709            | 2008 GE3   | 7 abr 2008  | Great Shefford   | P. Birtwhistle      | —         | MPC                           |
| 309710            | 2008 GQ12  | 3 abr 2008  | Mount Lemmon     | Mount Lemmon Survey | Brangane  | MPC                           |
| 309711            | 2008 GV29  | 3 abr 2008  | Mount Lemmon     | Mount Lemmon Survey | —         | MPC                           |
| 309712            | 2008 GL61  | 5 abr 2008  | Mount Lemmon     | Mount Lemmon Survey | —         | MPC                           |
| 309713            | 2008 GY64  | 6 abr 2008  | Kitt Peak        | Spacewatch          | —         | MPC                           |
| 309714            | 2008 GF111 | 13 abr 2008 | Dauban           | F. Kugel            | —         | MPC                           |
| 309715            | 2008 GL114 | 9 abr 2008  | Mount Lemmon     | Mount Lemmon Survey | Ursula    | MPC                           |
| 309716            | 2008 GO114 | 11 abr 2008 | Kitt Peak        | Spacewatch          | —         | MPC                           |
| 309717            | 2008 GS115 | 11 abr 2008 | Catalina         | CSS                 | —         | MPC                           |
| 309718            | 2008 GM122 | 13 abr 2008 | Kitt Peak        | Spacewatch          | —         | MPC                           |
| 309719            | 2008 GQ129 | 3 abr 2008  | Kitt Peak        | Spacewatch          | —         | MPC                           |
| 309720            | 2008 GP136 | 3 abr 2008  | Kitt Peak        | Spacewatch          | Ursula    | MPC                           |
| 309721            | 2008 GU140 | 11 abr 2008 | Mount Lemmon     | Mount Lemmon Survey | —         | MPC                           |
| 309722            | 2008 GT145 | 11 abr 2008 | Socorro          | LINEAR              | —         | MPC                           |
| 309723            | 2008 HJ6   | 24 abr 2008 | Kitt Peak        | Spacewatch          | —         | MPC                           |
| 309724            | 2008 HC18  | 26 abr 2008 | Kitt Peak        | Spacewatch          | —         | MPC                           |
| 309725            | 2008 HL67  | 29 abr 2008 | Mount Lemmon     | Mount Lemmon Survey | —         | MPC                           |
| 309726            | 2008 HZ68  | 30 abr 2008 | Mount Lemmon     | Mount Lemmon Survey | —         | MPC                           |
| 309727            | 2008 HW69  | 30 abr 2008 | Mount Lemmon     | Mount Lemmon Survey | —         | MPC                           |
| 309728            | 2008 JF    | 1 mai 2008  | Catalina         | CSS                 | —         | MPC                           |
| 309729            | 2008 JU23  | 7 mai 2008  | Kitt Peak        | Spacewatch          | —         | MPC                           |
| 309730            | 2008 KJ39  | 30 mai 2008 | Kitt Peak        | Spacewatch          | —         | MPC                           |
| 309731            | 2008 LX15  | 10 jun 2008 | Kitt Peak        | Spacewatch          | —         | MPC                           |
| 309732            | 2008 QD35  | 30 ago 2008 | Charleston       | ARO                 | —         | MPC                           |
| 309733            | 2008 RK4   | 2 set 2008  | Kitt Peak        | Spacewatch          | Vesta     | MPC                           |
| 309734            | 2008 RW27  | 1 set 2008  | Siding Spring    | SSS                 | —         | MPC                           |
| 309735            | 2008 RK50  | 3 set 2008  | Kitt Peak        | Spacewatch          | Vesta     | MPC                           |
| 309736            | 2008 SV200 | 26 set 2008 | Kitt Peak        | Spacewatch          | —         | MPC                           |
| 309737            | 2008 SJ236 | 29 set 2008 | Kitt Peak        | Spacewatch          | —         | MPC                           |
| 309738            | 2008 TW22  | 1 out 2008  | Catalina         | CSS                 | —         | MPC                           |
| 309739            | 2008 TB158 | 5 out 2008  | La Sagra         | Mallorca Obs.       | —         | MPC                           |
| 309740            | 2008 UK2   | 22 out 2008 | Kitt Peak        | Spacewatch          | Juno      | MPC                           |
| 309741            | 2008 UZ6   | 22 out 2008 | Kitt Peak        | Spacewatch          | —         | MPC                           |
| 309742            | 2008 UC121 | 22 out 2008 | Kitt Peak        | Spacewatch          | —         | MPC                           |
| 309743            | 2008 UA172 | 24 out 2008 | Kitt Peak        | Spacewatch          | —         | MPC                           |
| 309744            | 2008 UL199 | 31 out 2008 | Mount Lemmon     | Mount Lemmon Survey | —         | MPC                           |
| 309745            | 2008 UE268 | 28 out 2008 | Kitt Peak        | Spacewatch          | —         | MPC                           |
| 309746            | 2008 UC294 | 29 out 2008 | Kitt Peak        | Spacewatch          | —         | MPC                           |
| 309747            | 2008 UL309 | 30 out 2008 | Catalina         | CSS                 | —         | MPC                           |
| 309748            | 2008 UM316 | 30 out 2008 | Kitt Peak        | Spacewatch          | —         | MPC                           |
| 309749            | 2008 UF356 | 22 out 2008 | Kitt Peak        | Spacewatch          | —         | MPC                           |
| 309750            | 2008 VR2   | 2 nov 2008  | Socorro          | LINEAR              | —         | MPC                           |
| 309751            | 2008 VK4   | 6 nov 2008  | Socorro          | LINEAR              | Juno      | MPC                           |
| 309752            | 2008 VG6   | 1 nov 2008  | Catalina         | CSS                 | Phocaea   | MPC                           |
| 309753            | 2008 VT38  | 2 nov 2008  | Kitt Peak        | Spacewatch          | —         | MPC                           |
| 309754            | 2008 WS72  | 11 ago 2004 | Socorro          | LINEAR              | —         | MPC                           |
| 309755            | 2008 WN87  | 12 ago 1997 | Kitt Peak        | Spacewatch          | —         | MPC                           |
| 309756            | 2008 WO121 | 29 nov 2008 | Bergisch Gladbac | W. Bickel           | —         | MPC                           |
| 309757            | 2008 WN129 | 23 nov 2008 | Mount Lemmon     | Mount Lemmon Survey | —         | MPC                           |
| 309758            | 2008 XW47  | 4 dez 2008  | Mount Lemmon     | Mount Lemmon Survey | —         | MPC                           |
| 309759            | 2008 XR49  | 4 dez 2008  | Mount Lemmon     | Mount Lemmon Survey | —         | MPC                           |
| 309760            | 2008 XF56  | 3 dez 2008  | Mount Lemmon     | Mount Lemmon Survey | —         | MPC                           |
| 309761            | 2008 YQ4   | 22 dez 2008 | Dauban           | F. Kugel            | —         | MPC                           |
| 309762            | 2008 YN5   | 22 dez 2008 | Vallemare Borbon | V. S. Casulli       | —         | MPC                           |
| 309763            | 2008 YJ15  | 21 dez 2008 | Catalina         | CSS                 | —         | MPC                           |
| 309764            | 2008 YM35  | 22 dez 2008 | Kitt Peak        | Spacewatch          | —         | MPC                           |
| 309765            | 2008 YN54  | 29 dez 2008 | Mount Lemmon     | Mount Lemmon Survey | —         | MPC                           |
| 309766            | 2008 YR54  | 29 dez 2008 | Mount Lemmon     | Mount Lemmon Survey | —         | MPC                           |
| 309767            | 2008 YU64  | 30 dez 2008 | Mount Lemmon     | Mount Lemmon Survey | —         | MPC                           |
| 309768            | 2008 YQ65  | 30 dez 2008 | Mount Lemmon     | Mount Lemmon Survey | —         | MPC                           |
| 309769            | 2008 YL68  | 30 dez 2008 | Mount Lemmon     | Mount Lemmon Survey | —         | MPC                           |
| 309770            | 2008 YG80  | 30 dez 2008 | Mount Lemmon     | Mount Lemmon Survey | —         | MPC                           |
| 309771            | 2008 YU80  | 30 dez 2008 | Kitt Peak        | Spacewatch          | —         | MPC                           |
| 309772            | 2008 YD98  | 29 dez 2008 | Mount Lemmon     | Mount Lemmon Survey | —         | MPC                           |
| 309773            | 2008 YC99  | 29 dez 2008 | Kitt Peak        | Spacewatch          | —         | MPC                           |
| 309774            | 2008 YH119 | 29 dez 2008 | Kitt Peak        | Spacewatch          | —         | MPC                           |
| 309775            | 2008 YD125 | 30 dez 2008 | Kitt Peak        | Spacewatch          | —         | MPC                           |
| 309776            | 2008 YH125 | 30 dez 2008 | Kitt Peak        | Spacewatch          | —         | MPC                           |
| 309777            | 2008 YN133 | 29 dez 2008 | Kitt Peak        | Spacewatch          | —         | MPC                           |
| 309778            | 2008 YG139 | 11 nov 2004 | Kitt Peak        | Spacewatch          | —         | MPC                           |
| 309779            | 2008 YN140 | 30 dez 2008 | Mount Lemmon     | Mount Lemmon Survey | —         | MPC                           |
| 309780            | 2008 YU140 | 30 dez 2008 | Mount Lemmon     | Mount Lemmon Survey | —         | MPC                           |
| 309781            | 2008 YC154 | 21 dez 2008 | Kitt Peak        | Spacewatch          | —         | MPC                           |
| 309782            | 2008 YY154 | 22 dez 2008 | Mount Lemmon     | Mount Lemmon Survey | —         | MPC                           |
| 309783            | 2008 YN159 | 31 dez 2008 | Mount Lemmon     | Mount Lemmon Survey | —         | MPC                           |
| 309784            | 2008 YD161 | 29 dez 2008 | Mount Lemmon     | Mount Lemmon Survey | —         | MPC                           |
| 309785            | 2008 YJ163 | 30 dez 2008 | Kitt Peak        | Spacewatch          | —         | MPC                           |
| 309786            | 2008 YM165 | 30 dez 2008 | Mount Lemmon     | Mount Lemmon Survey | —         | MPC                           |
| 309787            | 2008 YB166 | 22 dez 2008 | Mount Lemmon     | Mount Lemmon Survey | —         | MPC                           |
| 309788            | 2009 AE15  | 2 jan 2009  | Mount Lemmon     | Mount Lemmon Survey | —         | MPC                           |
| 309789            | 2009 AL22  | 3 jan 2009  | Kitt Peak        | Spacewatch          | Mitidika  | MPC                           |
| 309790            | 2009 AS28  | 25 abr 2003 | Kitt Peak        | Spacewatch          | —         | MPC                           |
| 309791            | 2009 AZ33  | 15 jan 2009 | Kitt Peak        | Spacewatch          | —         | MPC                           |
| 309792            | 2009 AF40  | 15 jan 2009 | Kitt Peak        | Spacewatch          | —         | MPC                           |
| 309793            | 2009 AG47  | 1 jan 2009  | Kitt Peak        | Spacewatch          | —         | MPC                           |
| 309794            | 2009 AN50  | 2 jan 2009  | Mount Lemmon     | Mount Lemmon Survey | —         | MPC                           |
| 309795            | 2009 BE32  | 16 jan 2009 | Kitt Peak        | Spacewatch          | Mitidika  | MPC                           |
| 309796            | 2009 BN36  | 16 jan 2009 | Kitt Peak        | Spacewatch          | —         | MPC                           |
| 309797            | 2009 BN38  | 16 jan 2009 | Kitt Peak        | Spacewatch          | Mitidika  | MPC                           |
| 309798            | 2009 BL40  | 16 jan 2009 | Kitt Peak        | Spacewatch          | —         | MPC                           |
| 309799            | 2009 BT41  | 16 jan 2009 | Kitt Peak        | Spacewatch          | —         | MPC                           |
| 309800            | 2009 BP44  | 16 jan 2009 | Kitt Peak        | Spacewatch          | —         | MPC                           |

## 309801–309900
| Designação | Designação | Descoberta  | Descoberta      | Descobridor(es)     | Categoria | Mais informações / Referência |
| Permanente | Provisória | Data        | Local           | Descobridor(es)     | Categoria | Mais informações / Referência |
| ---------- | ---------- | ----------- | --------------- | ------------------- | --------- | ----------------------------- |
| 309801     | 2009 BO48  | 16 jan 2009 | Kitt Peak       | Spacewatch          | —         | MPC                           |
| 309802     | 2009 BH65  | 20 jan 2009 | Kitt Peak       | Spacewatch          | —         | MPC                           |
| 309803     | 2009 BL70  | 25 jan 2009 | Catalina        | CSS                 | —         | MPC                           |
| 309804     | 2009 BN77  | 25 jan 2009 | Socorro         | LINEAR              | —         | MPC                           |
| 309805     | 2009 BO78  | 30 jan 2009 | Dauban          | F. Kugel            | —         | MPC                           |
| 309806     | 2009 BQ81  | 28 jan 2009 | Catalina        | CSS                 | —         | MPC                           |
| 309807     | 2009 BP85  | 25 jan 2009 | Kitt Peak       | Spacewatch          | —         | MPC                           |
| 309808     | 2009 BY85  | 25 jan 2009 | Kitt Peak       | Spacewatch          | —         | MPC                           |
| 309809     | 2009 BP87  | 25 jan 2009 | Kitt Peak       | Spacewatch          | —         | MPC                           |
| 309810     | 2009 BV89  | 25 jan 2009 | Kitt Peak       | Spacewatch          | —         | MPC                           |
| 309811     | 2009 BY91  | 25 jan 2009 | Kitt Peak       | Spacewatch          | —         | MPC                           |
| 309812     | 2009 BT94  | 25 jan 2009 | Kitt Peak       | Spacewatch          | —         | MPC                           |
| 309813     | 2009 BL96  | 24 jan 2009 | Purple Mountain | PMO NEO             | —         | MPC                           |
| 309814     | 2009 BE98  | 26 jan 2009 | Mount Lemmon    | Mount Lemmon Survey | —         | MPC                           |
| 309815     | 2009 BF98  | 26 jan 2009 | Mount Lemmon    | Mount Lemmon Survey | —         | MPC                           |
| 309816     | 2009 BE105 | 25 jan 2009 | Kitt Peak       | Spacewatch          | —         | MPC                           |
| 309817     | 2009 BU105 | 25 jan 2009 | Kitt Peak       | Spacewatch          | —         | MPC                           |
| 309818     | 2009 BY107 | 29 jan 2009 | Mount Lemmon    | Mount Lemmon Survey | —         | MPC                           |
| 309819     | 2009 BS119 | 30 jan 2009 | Kitt Peak       | Spacewatch          | —         | MPC                           |
| 309820     | 2009 BD130 | 31 jan 2009 | Mount Lemmon    | Mount Lemmon Survey | —         | MPC                           |
| 309821     | 2009 BB134 | 29 jan 2009 | Kitt Peak       | Spacewatch          | —         | MPC                           |
| 309822     | 2009 BX138 | 29 jan 2009 | Kitt Peak       | Spacewatch          | Koronis   | MPC                           |
| 309823     | 2009 BK143 | 30 jan 2009 | Kitt Peak       | Spacewatch          | —         | MPC                           |
| 309824     | 2009 BQ147 | 30 jan 2009 | Mount Lemmon    | Mount Lemmon Survey | —         | MPC                           |
| 309825     | 2009 BM157 | 31 jan 2009 | Kitt Peak       | Spacewatch          | —         | MPC                           |
| 309826     | 2009 BO157 | 31 jan 2009 | Kitt Peak       | Spacewatch          | Mitidika  | MPC                           |
| 309827     | 2009 BG158 | 31 jan 2009 | Kitt Peak       | Spacewatch          | —         | MPC                           |
| 309828     | 2009 BU158 | 31 jan 2009 | Kitt Peak       | Spacewatch          | —         | MPC                           |
| 309829     | 2009 BF165 | 31 jan 2009 | Kitt Peak       | Spacewatch          | —         | MPC                           |
| 309830     | 2009 BY172 | 19 jan 2009 | Mount Lemmon    | Mount Lemmon Survey | —         | MPC                           |
| 309831     | 2009 BW174 | 25 jan 2009 | Kitt Peak       | Spacewatch          | —         | MPC                           |
| 309832     | 2009 BM177 | 30 jan 2009 | Mount Lemmon    | Mount Lemmon Survey | —         | MPC                           |
| 309833     | 2009 BM182 | 17 jan 2009 | Kitt Peak       | Spacewatch          | —         | MPC                           |
| 309834     | 2009 BT184 | 18 jan 2009 | Socorro         | LINEAR              | —         | MPC                           |
| 309835     | 2009 BT188 | 31 jan 2009 | Mount Lemmon    | Mount Lemmon Survey | —         | MPC                           |
| 309836     | 2009 CK2   | 2 abr 2006  | Kitt Peak       | Spacewatch          | —         | MPC                           |
| 309837     | 2009 CC17  | 1 fev 2009  | Mount Lemmon    | Mount Lemmon Survey | —         | MPC                           |
| 309838     | 2009 CG20  | 1 fev 2009  | Kitt Peak       | Spacewatch          | —         | MPC                           |
| 309839     | 2009 CT21  | 1 fev 2009  | Kitt Peak       | Spacewatch          | Mitidika  | MPC                           |
| 309840     | 2009 CV25  | 1 fev 2009  | Kitt Peak       | Spacewatch          | —         | MPC                           |
| 309841     | 2009 CL28  | 1 fev 2009  | Kitt Peak       | Spacewatch          | Mitidika  | MPC                           |
| 309842     | 2009 CS39  | 15 fev 2009 | Dauban          | F. Kugel            | —         | MPC                           |
| 309843     | 2009 CV39  | 14 fev 2009 | Dauban          | F. Kugel            | —         | MPC                           |
| 309844     | 2009 CR43  | 14 fev 2009 | Kitt Peak       | Spacewatch          | —         | MPC                           |
| 309845     | 2009 CH47  | 14 fev 2009 | Kitt Peak       | Spacewatch          | —         | MPC                           |
| 309846     | 2009 CD50  | 14 fev 2009 | La Sagra        | Mallorca Obs.       | —         | MPC                           |
| 309847     | 2009 CZ59  | 4 fev 2009  | Kitt Peak       | Spacewatch          | —         | MPC                           |
| 309848     | 2009 DT3   | 17 fev 2009 | Socorro         | LINEAR              | —         | MPC                           |
| 309849     | 2009 DR5   | 20 fev 2009 | Cordell-Lorenz  | D. T. Durig         | —         | MPC                           |
| 309850     | 2009 DU6   | 17 fev 2009 | Kitt Peak       | Spacewatch          | —         | MPC                           |
| 309851     | 2009 DB17  | 19 fev 2009 | La Sagra        | Mallorca Obs.       | Mitidika  | MPC                           |
| 309852     | 2009 DS31  | 20 fev 2009 | Kitt Peak       | Spacewatch          | —         | MPC                           |
| 309853     | 2009 DX32  | 20 fev 2009 | Kitt Peak       | Spacewatch          | Mitidika  | MPC                           |
| 309854     | 2009 DF35  | 20 fev 2009 | Kitt Peak       | Spacewatch          | —         | MPC                           |
| 309855     | 2009 DF39  | 20 jan 2009 | Kitt Peak       | Spacewatch          | —         | MPC                           |
| 309856     | 2009 DX40  | 16 fev 2009 | La Sagra        | Mallorca Obs.       | Mitidika  | MPC                           |
| 309857     | 2009 DT41  | 18 fev 2009 | La Sagra        | Mallorca Obs.       | —         | MPC                           |
| 309858     | 2009 DT46  | 28 fev 2009 | Socorro         | LINEAR              | —         | MPC                           |
| 309859     | 2009 DM54  | 22 fev 2009 | Kitt Peak       | Spacewatch          | —         | MPC                           |
| 309860     | 2009 DJ55  | 22 fev 2009 | Kitt Peak       | Spacewatch          | —         | MPC                           |
| 309861     | 2009 DL56  | 22 fev 2009 | Kitt Peak       | Spacewatch          | —         | MPC                           |
| 309862     | 2009 DE64  | 22 fev 2009 | Kitt Peak       | Spacewatch          | —         | MPC                           |
| 309863     | 2009 DC66  | 24 fev 2009 | Mount Lemmon    | Mount Lemmon Survey | —         | MPC                           |
| 309864     | 2009 DP72  | 22 fev 2009 | Mount Lemmon    | Mount Lemmon Survey | —         | MPC                           |
| 309865     | 2009 DY72  | 24 fev 2009 | Mount Lemmon    | Mount Lemmon Survey | —         | MPC                           |
| 309866     | 2009 DK74  | 26 fev 2009 | Catalina        | CSS                 | Mitidika  | MPC                           |
| 309867     | 2009 DE80  | 21 fev 2009 | Kitt Peak       | Spacewatch          | —         | MPC                           |
| 309868     | 2009 DU80  | 22 fev 2009 | Kitt Peak       | Spacewatch          | Mitidika  | MPC                           |
| 309869     | 2009 DB89  | 24 fev 2009 | Mount Lemmon    | Mount Lemmon Survey | —         | MPC                           |
| 309870     | 2009 DR92  | 28 fev 2009 | Kitt Peak       | Spacewatch          | Mitidika  | MPC                           |
| 309871     | 2009 DY94  | 28 fev 2009 | Kitt Peak       | Spacewatch          | —         | MPC                           |
| 309872     | 2009 DB95  | 28 fev 2009 | Kitt Peak       | Spacewatch          | —         | MPC                           |
| 309873     | 2009 DY95  | 25 fev 2009 | Catalina        | CSS                 | —         | MPC                           |
| 309874     | 2009 DH104 | 26 fev 2009 | Kitt Peak       | Spacewatch          | —         | MPC                           |
| 309875     | 2009 DJ105 | 26 fev 2009 | Kitt Peak       | Spacewatch          | —         | MPC                           |
| 309876     | 2009 DL116 | 27 fev 2009 | Kitt Peak       | Spacewatch          | —         | MPC                           |
| 309877     | 2009 DH118 | 27 fev 2009 | Kitt Peak       | Spacewatch          | —         | MPC                           |
| 309878     | 2009 DP121 | 27 fev 2009 | Kitt Peak       | Spacewatch          | —         | MPC                           |
| 309879     | 2009 DR121 | 27 fev 2009 | Kitt Peak       | Spacewatch          | —         | MPC                           |
| 309880     | 2009 DD123 | 28 fev 2009 | Kitt Peak       | Spacewatch          | —         | MPC                           |
| 309881     | 2009 DC124 | 19 fev 2009 | Kitt Peak       | Spacewatch          | —         | MPC                           |
| 309882     | 2009 DV127 | 20 fev 2009 | Kitt Peak       | Spacewatch          | —         | MPC                           |
| 309883     | 2009 DJ128 | 21 fev 2009 | Kitt Peak       | Spacewatch          | —         | MPC                           |
| 309884     | 2009 DE129 | 26 fev 2009 | Kitt Peak       | Spacewatch          | —         | MPC                           |
| 309885     | 2009 DB131 | 27 fev 2009 | Catalina        | CSS                 | —         | MPC                           |
| 309886     | 2009 DA132 | 20 fev 2009 | Kitt Peak       | Spacewatch          | —         | MPC                           |
| 309887     | 2009 DT133 | 28 fev 2009 | Kitt Peak       | Spacewatch          | —         | MPC                           |
| 309888     | 2009 DU133 | 28 fev 2009 | Mount Lemmon    | Mount Lemmon Survey | —         | MPC                           |
| 309889     | 2009 DH138 | 20 fev 2009 | Kitt Peak       | Spacewatch          | —         | MPC                           |
| 309890     | 2009 DA139 | 24 fev 2009 | Kitt Peak       | Spacewatch          | —         | MPC                           |
| 309891     | 2009 DR139 | 19 fev 2009 | Catalina        | CSS                 | —         | MPC                           |
| 309892     | 2009 DF140 | 19 fev 2009 | Catalina        | CSS                 | Phocaea   | MPC                           |
| 309893     | 2009 DH140 | 20 fev 2009 | Socorro         | LINEAR              | —         | MPC                           |
| 309894     | 2009 DP140 | 22 fev 2009 | Kitt Peak       | Spacewatch          | —         | MPC                           |
| 309895     | 2009 DG141 | 20 fev 2009 | Kitt Peak       | Spacewatch          | —         | MPC                           |
| 309896     | 2009 DR141 | 26 fev 2009 | Mount Lemmon    | Mount Lemmon Survey | —         | MPC                           |
| 309897     | 2009 EM2   | 3 mar 2009  | Great Shefford  | P. Birtwhistle      | —         | MPC                           |
| 309898     | 2009 EO3   | 14 mar 2009 | La Sagra        | Mallorca Obs.       | —         | MPC                           |
| 309899     | 2009 EK4   | 15 mar 2009 | La Sagra        | Mallorca Obs.       | —         | MPC                           |
| 309900     | 2009 EQ14  | 15 mar 2009 | Kitt Peak       | Spacewatch          | —         | MPC                           |

## 309901–310000
| Designação | Designação | Descoberta  | Descoberta     | Descobridor(es)     | Categoria | Mais informações / Referência |
| Permanente | Provisória | Data        | Local          | Descobridor(es)     | Categoria | Mais informações / Referência |
| ---------- | ---------- | ----------- | -------------- | ------------------- | --------- | ----------------------------- |
| 309901     | 2009 EV19  | 15 mar 2009 | Mount Lemmon   | Mount Lemmon Survey | —         | MPC                           |
| 309902     | 2009 EF21  | 15 mar 2009 | La Sagra       | Mallorca Obs.       | —         | MPC                           |
| 309903     | 2009 EZ21  | 15 mar 2009 | La Sagra       | Mallorca Obs.       | —         | MPC                           |
| 309904     | 2009 ER24  | 2 mar 2009  | Mount Lemmon   | Mount Lemmon Survey | —         | MPC                           |
| 309905     | 2009 ET25  | 7 mar 2009  | Mount Lemmon   | Mount Lemmon Survey | —         | MPC                           |
| 309906     | 2009 EL27  | 15 mar 2009 | Kitt Peak      | Spacewatch          | —         | MPC                           |
| 309907     | 2009 ET28  | 7 mar 2009  | Mount Lemmon   | Mount Lemmon Survey | —         | MPC                           |
| 309908     | 2009 EA29  | 7 mar 2009  | Mount Lemmon   | Mount Lemmon Survey | —         | MPC                           |
| 309909     | 2009 EN29  | 3 mar 2009  | Kitt Peak      | Spacewatch          | —         | MPC                           |
| 309910     | 2009 EE30  | 2 mar 2009  | Mount Lemmon   | Mount Lemmon Survey | —         | MPC                           |
| 309911     | 2009 FG2   | 17 mar 2009 | Taunus         | E. Schwab, R. Kling | —         | MPC                           |
| 309912     | 2009 FX6   | 16 mar 2009 | Kitt Peak      | Spacewatch          | —         | MPC                           |
| 309913     | 2009 FX11  | 17 mar 2009 | Kitt Peak      | Spacewatch          | —         | MPC                           |
| 309914     | 2009 FM14  | 19 mar 2009 | Celbridge      | D. McDonald         | —         | MPC                           |
| 309915     | 2009 FP14  | 20 mar 2009 | Taunus         | R. Kling, U. Zimmer | —         | MPC                           |
| 309916     | 2009 FQ14  | 20 mar 2009 | Pla D'Arguines | R. Ferrando         | —         | MPC                           |
| 309917     | 2009 FS14  | 20 mar 2009 | Vicques        | M. Ory              | —         | MPC                           |
| 309918     | 2009 FF16  | 18 mar 2009 | Mount Lemmon   | Mount Lemmon Survey | —         | MPC                           |
| 309919     | 2009 FP19  | 21 mar 2009 | Dauban         | F. Kugel            | —         | MPC                           |
| 309920     | 2009 FS24  | 21 mar 2009 | La Sagra       | Mallorca Obs.       | Mitidika  | MPC                           |
| 309921     | 2009 FX24  | 22 mar 2009 | La Sagra       | Mallorca Obs.       | —         | MPC                           |
| 309922     | 2009 FE33  | 21 mar 2009 | Kitt Peak      | Spacewatch          | —         | MPC                           |
| 309923     | 2009 FT34  | 24 mar 2009 | Mount Lemmon   | Mount Lemmon Survey | —         | MPC                           |
| 309924     | 2009 FU34  | 24 mar 2009 | Mount Lemmon   | Mount Lemmon Survey | —         | MPC                           |
| 309925     | 2009 FN35  | 21 mar 2009 | Catalina       | CSS                 | —         | MPC                           |
| 309926     | 2009 FJ37  | 24 mar 2009 | Mount Lemmon   | Mount Lemmon Survey | —         | MPC                           |
| 309927     | 2009 FS38  | 17 mar 2009 | Kitt Peak      | Spacewatch          | —         | MPC                           |
| 309928     | 2009 FL42  | 28 mar 2009 | Kitt Peak      | Spacewatch          | —         | MPC                           |
| 309929     | 2009 FG52  | 28 mar 2009 | Mount Lemmon   | Mount Lemmon Survey | —         | MPC                           |
| 309930     | 2009 FY52  | 29 mar 2009 | Kitt Peak      | Spacewatch          | —         | MPC                           |
| 309931     | 2009 FP61  | 29 mar 2009 | Kitt Peak      | Spacewatch          | —         | MPC                           |
| 309932     | 2009 FK62  | 23 mar 2009 | La Sagra       | Mallorca Obs.       | —         | MPC                           |
| 309933     | 2009 FQ62  | 24 mar 2009 | Kitt Peak      | Spacewatch          | Eos       | MPC                           |
| 309934     | 2009 FS62  | 24 mar 2009 | Kitt Peak      | Spacewatch          | —         | MPC                           |
| 309935     | 2009 FF65  | 18 mar 2009 | Kitt Peak      | Spacewatch          | —         | MPC                           |
| 309936     | 2009 FA66  | 19 mar 2009 | Kitt Peak      | Spacewatch          | —         | MPC                           |
| 309937     | 2009 FB67  | 17 mar 2009 | Kitt Peak      | Spacewatch          | —         | MPC                           |
| 309938     | 2009 FC71  | 28 mar 2009 | Mount Lemmon   | Mount Lemmon Survey | —         | MPC                           |
| 309939     | 2009 FM72  | 18 mar 2009 | Catalina       | CSS                 | —         | MPC                           |
| 309940     | 2009 FN72  | 18 mar 2009 | Kitt Peak      | Spacewatch          | —         | MPC                           |
| 309941     | 2009 FG73  | 22 mar 2009 | Mount Lemmon   | Mount Lemmon Survey | —         | MPC                           |
| 309942     | 2009 FM73  | 24 mar 2009 | Kitt Peak      | Spacewatch          | —         | MPC                           |
| 309943     | 2009 FO73  | 24 mar 2009 | Kitt Peak      | Spacewatch          | —         | MPC                           |
| 309944     | 2009 FX74  | 24 mar 2009 | Kitt Peak      | Spacewatch          | —         | MPC                           |
| 309945     | 2009 FJ75  | 18 mar 2009 | Catalina       | CSS                 | —         | MPC                           |
| 309946     | 2009 FL76  | 27 mar 2009 | Siding Spring  | SSS                 | —         | MPC                           |
| 309947     | 2009 GD1   | 3 abr 2009  | Cerro Burek    | Alianza S4 Obs.     | Ursula    | MPC                           |
| 309948     | 2009 GL2   | 14 set 2005 | Catalina       | CSS                 | —         | MPC                           |
| 309949     | 2009 GD3   | 14 abr 2009 | Taunus         | S. Karge, R. Kling  | —         | MPC                           |
| 309950     | 2009 GQ5   | 1 abr 2009  | Catalina       | CSS                 | Phocaea   | MPC                           |
| 309951     | 2009 HV1   | 17 abr 2009 | Catalina       | CSS                 | —         | MPC                           |
| 309952     | 2009 HZ2   | 16 abr 2009 | Catalina       | CSS                 | —         | MPC                           |
| 309953     | 2009 HB5   | 17 abr 2009 | Kitt Peak      | Spacewatch          | —         | MPC                           |
| 309954     | 2009 HP5   | 17 abr 2009 | Kitt Peak      | Spacewatch          | —         | MPC                           |
| 309955     | 2009 HV5   | 17 abr 2009 | Kitt Peak      | Spacewatch          | —         | MPC                           |
| 309956     | 2009 HK9   | 17 abr 2009 | Mount Lemmon   | Mount Lemmon Survey | —         | MPC                           |
| 309957     | 2009 HF14  | 17 abr 2009 | Catalina       | CSS                 | —         | MPC                           |
| 309958     | 2009 HH14  | 17 abr 2009 | Catalina       | CSS                 | —         | MPC                           |
| 309959     | 2009 HJ22  | 17 abr 2009 | Kitt Peak      | Spacewatch          | —         | MPC                           |
| 309960     | 2009 HK23  | 17 abr 2009 | Mount Lemmon   | Mount Lemmon Survey | —         | MPC                           |
| 309961     | 2009 HB25  | 17 abr 2009 | Kitt Peak      | Spacewatch          | —         | MPC                           |
| 309962     | 2009 HO30  | 19 abr 2009 | Kitt Peak      | Spacewatch          | —         | MPC                           |
| 309963     | 2009 HV30  | 19 abr 2009 | Kitt Peak      | Spacewatch          | —         | MPC                           |
| 309964     | 2009 HH32  | 19 abr 2009 | Kitt Peak      | Spacewatch          | —         | MPC                           |
| 309965     | 2009 HK35  | 20 abr 2009 | Kitt Peak      | Spacewatch          | —         | MPC                           |
| 309966     | 2009 HN38  | 18 abr 2009 | Kitt Peak      | Spacewatch          | —         | MPC                           |
| 309967     | 2009 HZ39  | 19 abr 2009 | Catalina       | CSS                 | Phocaea   | MPC                           |
| 309968     | 2009 HW42  | 18 mar 2009 | Kitt Peak      | Spacewatch          | —         | MPC                           |
| 309969     | 2009 HF44  | 20 abr 2009 | Kitt Peak      | Spacewatch          | —         | MPC                           |
| 309970     | 2009 HR44  | 21 abr 2009 | Socorro        | LINEAR              | —         | MPC                           |
| 309971     | 2009 HW48  | 19 abr 2009 | Kitt Peak      | Spacewatch          | —         | MPC                           |
| 309972     | 2009 HH49  | 19 abr 2009 | Kitt Peak      | Spacewatch          | —         | MPC                           |
| 309973     | 2009 HO54  | 20 abr 2009 | Kitt Peak      | Spacewatch          | —         | MPC                           |
| 309974     | 2009 HY57  | 24 abr 2009 | Mount Lemmon   | Mount Lemmon Survey | —         | MPC                           |
| 309975     | 2009 HZ59  | 22 abr 2009 | Mount Lemmon   | Mount Lemmon Survey | —         | MPC                           |
| 309976     | 2009 HM60  | 21 abr 2009 | Socorro        | LINEAR              | —         | MPC                           |
| 309977     | 2009 HO61  | 17 set 2006 | Catalina       | CSS                 | —         | MPC                           |
| 309978     | 2009 HG64  | 22 abr 2009 | Mount Lemmon   | Mount Lemmon Survey | —         | MPC                           |
| 309979     | 2009 HU71  | 24 abr 2009 | Kitt Peak      | Spacewatch          | —         | MPC                           |
| 309980     | 2009 HX71  | 24 abr 2009 | Kitt Peak      | Spacewatch          | —         | MPC                           |
| 309981     | 2009 HJ72  | 26 abr 2009 | Catalina       | CSS                 | —         | MPC                           |
| 309982     | 2009 HX73  | 19 abr 2009 | Catalina       | CSS                 | —         | MPC                           |
| 309983     | 2009 HB74  | 20 abr 2009 | Catalina       | CSS                 | —         | MPC                           |
| 309984     | 2009 HZ82  | 26 abr 2009 | Catalina       | CSS                 | —         | MPC                           |
| 309985     | 2009 HF83  | 27 abr 2009 | Mount Lemmon   | Mount Lemmon Survey | —         | MPC                           |
| 309986     | 2009 HP85  | 29 abr 2009 | Kitt Peak      | Spacewatch          | —         | MPC                           |
| 309987     | 2009 HQ85  | 29 abr 2009 | Kitt Peak      | Spacewatch          | —         | MPC                           |
| 309988     | 2009 HC87  | 30 abr 2009 | Mount Lemmon   | Mount Lemmon Survey | —         | MPC                           |
| 309989     | 2009 HB92  | 29 abr 2009 | Kitt Peak      | Spacewatch          | —         | MPC                           |
| 309990     | 2009 HC94  | 4 abr 2003  | Kitt Peak      | Spacewatch          | —         | MPC                           |
| 309991     | 2009 HW94  | 29 abr 2009 | Cerro Burek    | Alianza S4 Obs.     | Themis    | MPC                           |
| 309992     | 2009 HQ95  | 18 abr 2009 | Kitt Peak      | Spacewatch          | —         | MPC                           |
| 309993     | 2009 HY95  | 20 abr 2009 | Kitt Peak      | Spacewatch          | Eos       | MPC                           |
| 309994     | 2009 HV97  | 18 abr 2009 | Kitt Peak      | Spacewatch          | —         | MPC                           |
| 309995     | 2009 HD100 | 27 abr 2009 | Kitt Peak      | Spacewatch          | —         | MPC                           |
| 309996     | 2009 HF100 | 27 abr 2009 | Mount Lemmon   | Mount Lemmon Survey | —         | MPC                           |
| 309997     | 2009 HK101 | 29 abr 2009 | Kitt Peak      | Spacewatch          | —         | MPC                           |
| 309998     | 2009 HO101 | 18 abr 2009 | Catalina       | CSS                 | —         | MPC                           |
| 309999     | 2009 HO103 | 19 abr 2009 | Kitt Peak      | Spacewatch          | Brangane  | MPC                           |
| 310000     | 2009 HD106 | 21 abr 2009 | Kitt Peak      | Spacewatch          | —         | MPC                           |